# Église Saint-Georges de Ronquerolles
L’église Saint-Georges est une église catholique paroissiale située à Ronquerolles, dans le Val-d'Oise, en France. C'est un édifice rustique agrandi et remanié à plusieurs reprises, qui ne contient aucune voûte, aucun chapiteau. Il se compose d'une nef, accompagnée d'un unique bas-côté au sud, avec lequel il communique par trois arcades toutes différentes ; d'un clocher situé à la fin du bas-côté, au sud du chœur ; et d'un long chœur avec une abside à pans coupés. Les étroites fenêtres romanes dans les murs latéraux de la nef justifient sa datation de la fin du XIe siècle. La base du clocher est un peu plus récente, et se rattache à la fin de la période romane ou au tout début de la période gothique, autour du milieu du XIIe siècle, par ses contreforts plats. Les parties hautes de la façade et les fenêtres latérales de la nef n'ont été ajoutées qu'en 1257. Le portail date encore d'une époque différente. Il est de style gothique flamboyant, et constitue le seul élément de l'église qui a bénéficié d'un décor sculpté. Les autres parties de l'église, le chœur, le bas-côté et l'étage de beffroi du clocher, sont difficilement datables par leur manque de caractère. La charpente du chœur terminée en cul-de-four est néanmoins remarquable. Mais le portail et le porche seuls ont été classés aux monuments historiques par arrêté du 10 février 1913. Au début des années 1970, l'église a été soumise à une restauration totale assez radicale. Elle se présente aujourd'hui dans un excellent état, et accueille des messes dominicales le troisième dimanche du mois, à 9 h 30. Elle est affiliée au regroupement paroissial de Persan.

## Localisation

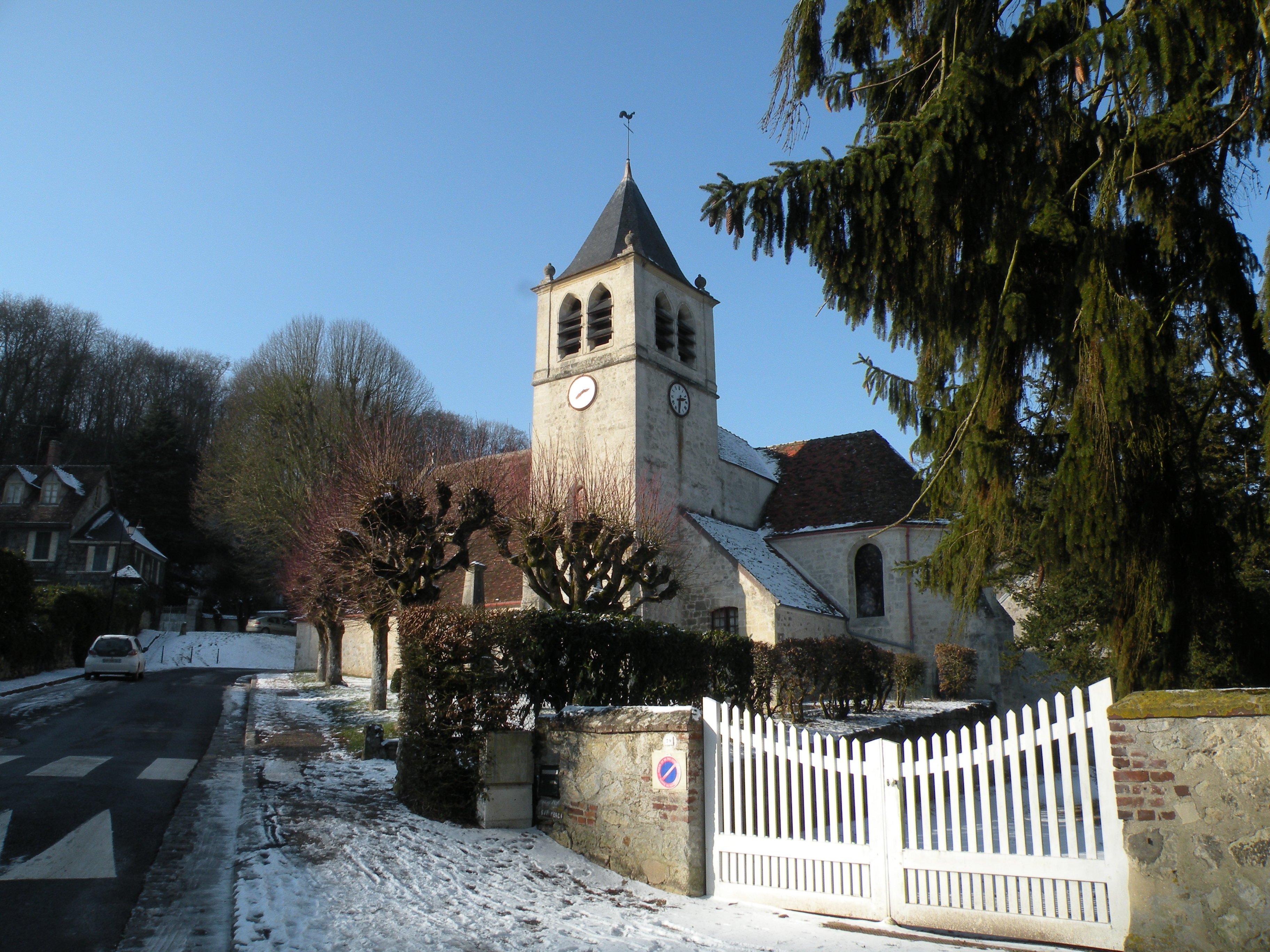
Approche par le nord-est.

L'église Saint-Vivien est située en France, en région Île-de-France et dans le département du Val-d'Oise, dans le parc naturel régional du Vexin français, dans la vallée de l'Esches, aux confins du département de l'Oise, près de Chambly, sur la commune de Ronquerolles, dans un coude de la Grande-Rue. Avec les parties anciennes du village, juchées sur les hauteurs du versant occidental du vallée de l'Esches, l'église domine largement la vallée. Un peu plus haut, s'étend un plateau couvert de plaines agricoles et du bois de la Tour du Lay. La façade occidentale donne sur la rue, et fait face à la dernière pente avant le sommet du plateau, où est implantée l'ancienne demeure de Félix Martin-Sabon. Depuis la façade, la rue s'éloigne successivement de l'église, et laisse libre une pelouse au sud de son élévation méridionale. Ainsi, ces deux élévations de l'église sont bien visibles. Le chevet et l'élévation septentrionale sont en revanche enclavés dans une propriété privée.

## Histoire

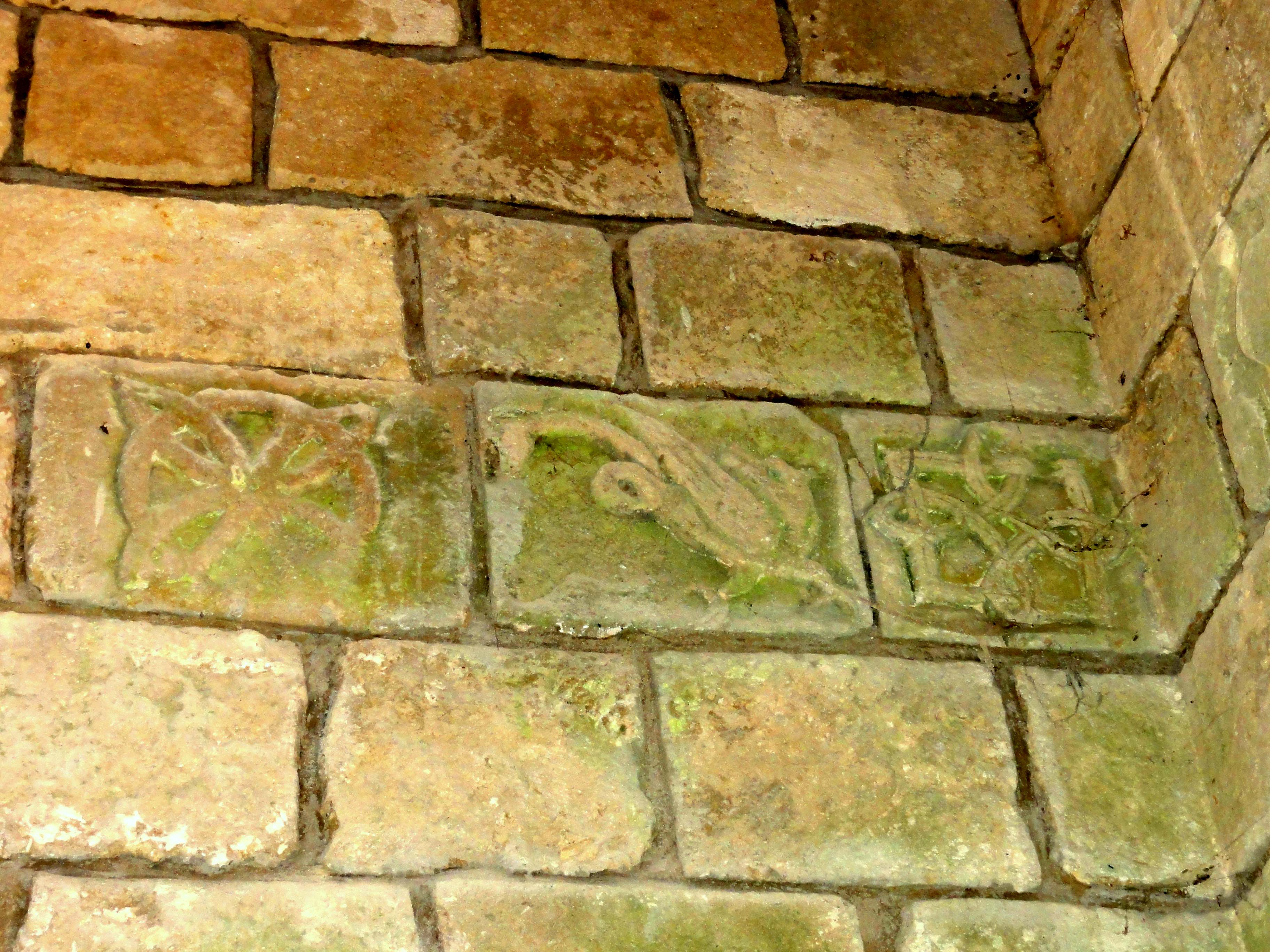
Modillons romans remontés dans l'angle sud-est de la base du clocher.

La fondation de la paroisse remonte seulement à l'année 1142 selon l'abbé Vital Jean Gautier. L'église est dédiée à saint Georges de Lydda. Sous l'Ancien Régime, Ronquerolles relève du doyenné de Beaumont, de l'archidiaconé de Clermont, et du diocèse de Beauvais. Le collateur de la cure est l'abbé de l'abbaye Saint-Martin de Pontoise. La cure de Ronquerolles est citée dans la charte de 1142 par laquelle Odon III, évêque de Beauvais, confirme à l'abbaye cinq églises de son diocèse. Elle ne figure pas dans les chartes antérieures encore conservées, et correspond sans doute à une donation encore récente. C'est donc cette date que l'abbé Gautier a retenu. Aussitôt entrée en possession de la cure, l'abbaye bénédictine implante un petit prieuré à côté de l'église. Ses bâtiments sont démolis à la Révolution française, mais la ferme qui en dépend subsiste encore à la fin du XIXe siècle. La rue du Prieuré qui monte sur le plateau non loin de l'église rappelle également son existence.

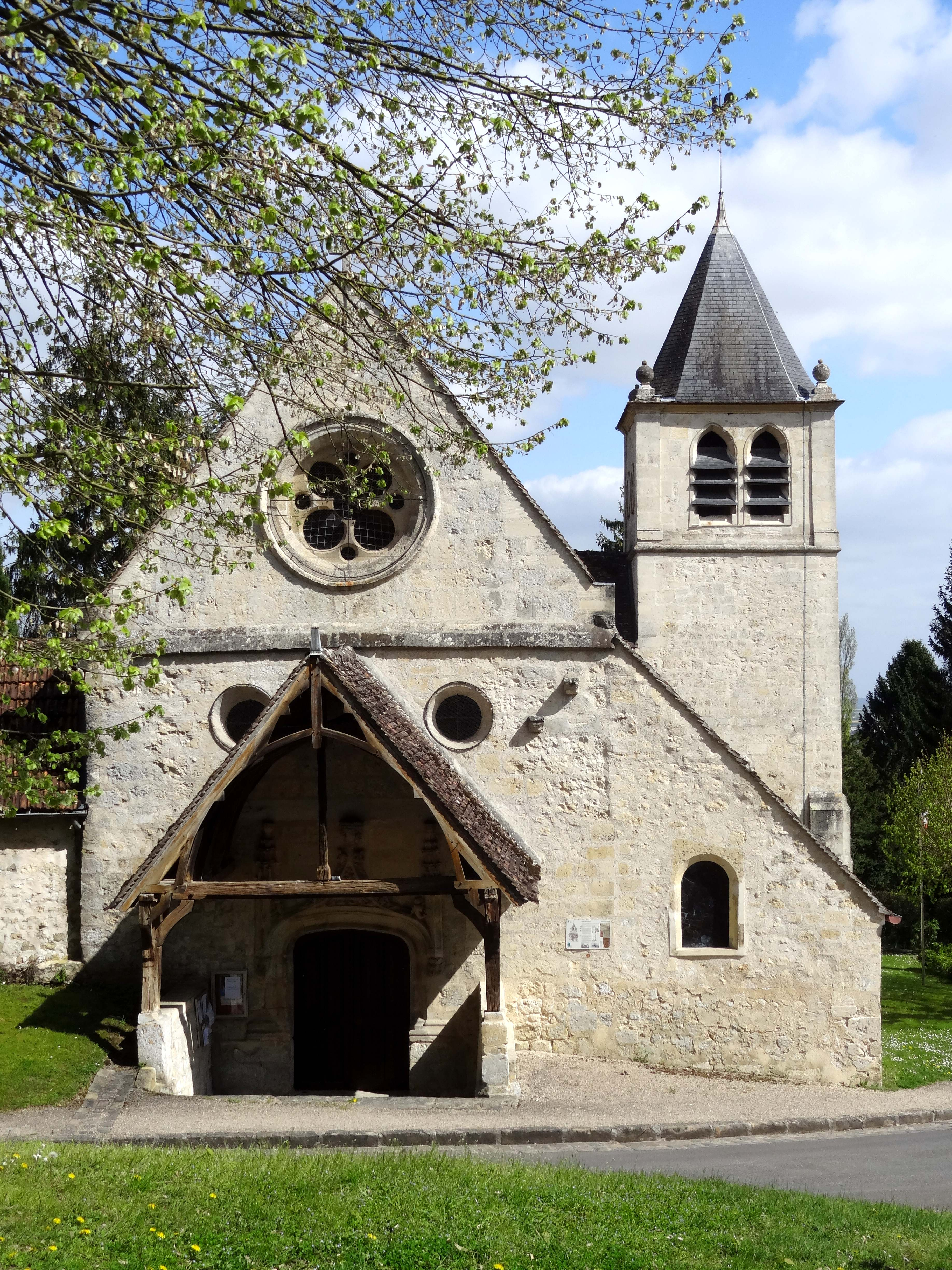
Vue depuis l'ouest.

Les origines de l'église sont beaucoup plus anciennes que la paroisse, et restent dans l'ombre. En effet, la nef date en partie du dernier quart du XIe siècle, ou tout au plus du tout début du XIIe siècle, comme l'attestent les étroites fenêtres en plein cintre du premier rang. Duhamel omet de signaler ces baies romanes à simple ébrasement (sans ébrasement extérieur). Sa formule que les piliers des arcades ouvrant sur le bas-côté datent également de la fin du XIe siècle est par ailleurs équivoque, car il ne s'agit à la base pas de piliers, car les arcades ont été ouvertes dans le mur après l'achèvement de la nef, et au-dessus, le mur roman avec ses fenêtres subsiste également. La chapelle romane ne possède probablement pas de clocher. C'est après leur découverte à un endroit non précisé que quatre modillons romans sculptés en bas-relief ont été remontés dans l'angle sud-est de la base du clocher, en hauteur. Il est vraisemblable que l'érection de la paroisse en 1142 fournit l'occasion de construire un clocher hors œuvre, à la fin de la période romane ou au début de la période gothique, comme le donnent à penser les contreforts plats visibles à l'extérieur, et les arcatures plaquées en plein cintre au sud et à l'ouest de la base du clocher, à l'intérieur. L'on y note aussi une arcade bouchée moulurée d'un tore, qui devait jadis ouvrir sur une chapelle latérale au sud du chœur. Au moment de la construction du clocher, la nef est raccourcie d'une demi-travée à l'est, où la quatrième fenêtre romane est coupée en deux par le piédroit gauche (nord) de l'arc triomphal vers le chœur. Reprise en sous-œuvre lors d'une restauration récente, sa double archivolte en plein cintre non moulurée retombant sur de simples impostes revêt toujours un caractère roman, et donne à penser que les travaux exécutés au milieu du XIIe siècle portaient également sur un nouveau chœur, mais le manque de caractère de la structure actuelle ne permet pas de l'affirmer,.

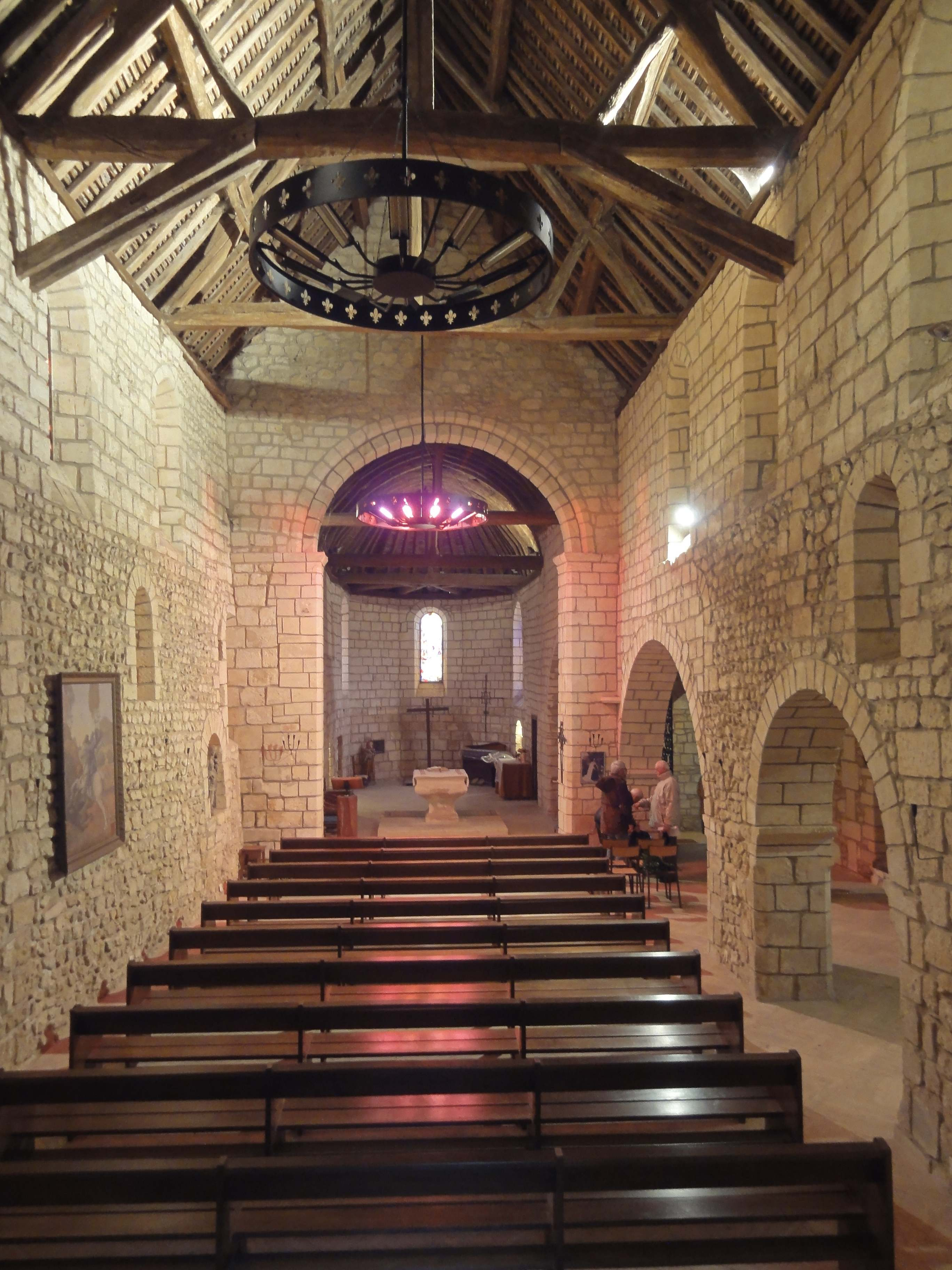
Nef, vue vers l'est.

Selon Bernard Duhamel, « la nef aurait été reconstruite en 1257 sur ses fondations romanes ». Malheureusement, l'auteur n'indique pas la source de ce renseignement. En même temps, la formule est, une fois de plus, malencontreuse, car elle suggère que la nef romane aurait été jetée bas, en ne laissant subsister que ses fondations. Mais comme le prouvent les fenêtres romanes, ce n'est pas du tout le cas. Les murs gouttereaux sont tout au contraire conservés en leur intégralité, et seulement exhaussés, pour atteindre le niveau de l'arc triomphal, et permettre l'ajout de fenêtres supplémentaires, qui sont en arc brisé, mais toujours assez petites. On peut s'interroger s'il est judicieux d'attribuer ces fenêtres à une campagne de construction différente de celle du clocher et de l'arc triomphal, qui aurait sinon été partiellement masqué depuis la nef. Du reste, le deuxième rang de fenêtres du clocher, soit une baie au sud et une à l'ouest, donnant aujourd'hui sur le bas-côté, diffèrent à peine de celles de la nef. Plus récente est peut-être la rosace dans le pignon de la façade, même si son style gothique primitif correspond plutôt à la seconde moitié du XIIe siècle ou au début du XIIIe siècle qu'à l'année 1257, en pleine période rayonnante. Quoi qu'il en soit, l'église connaît encore d'autres remaniements, mais ils n'interviennent qu'après la guerre de Cent Ans. Au premier quart du XVIe siècle, la nef est munie d'un nouveau portail occidental agrémenté d'un décor sculpté de style gothique flamboyant, et un porche en charpente est plaqué devant la façade. Par commodité sans doute, le chœur actuel est également daté du XVIe siècle, mais sa date effective est bien difficile à démontrer, et les traces de reprises sont nombreuses dans les murs latéraux. C'est à une période également indéterminée, après le milieu du XVIe siècle ou seulement au XVIIIe siècle, que la nef est agrandie par l'adjonction d'un bas-côté au sud. « Le clocher », dit Bernard Duhamel, « est une reconstruction du XVIIIe siècle ». Là encore, il convient de relativiser, car les deux premiers niveaux ne sont pas postérieurs au XIIe siècle. Ce n'est donc que l'étage de beffroi et la flèche, et peut-être l'étage intermédiaire aveugle, qui sont concernés,.
L'église est en partie reconstruite en 1879. Le portail et le porche seuls sont classés aux monuments historiques par arrêté du 10 février 1913. Au début des années 1970, l'église est soumise à une restauration intégrale assez radicale, avec décapage de l'ensemble des murs, sans égards pour les peintures murales anciennes peut-être cachées sous les couches de badigeons successives, et avec reprise partielle des maçonneries, sans se conformer aux techniques ancestrales de la taille de la pierre. Les vitraux sont posés en 1973,. Aujourd'hui, Ronquerolles est affilié au regroupement paroissial de Persan, dans le diocèse de Pontoise. L'église Saint-Georges accueille des messes dominicales le troisième dimanche du mois à 9 h 30.

## Description

### Aperçu général

Plan de l'église.

Orientée à peu près régulièrement, avec une légère déviation de l'axe vers le nord-est du côté du chevet, l'église se compose d'un porche protégeant le portail occidental ; d'une nef, accompagnée d'un unique bas-côté au sud, avec lequel il communique par trois arcades toutes différentes ; d'un clocher situé à la fin du bas-côté, au sud du chœur ; d'un long chœur avec une abside à pans coupés ; et d'une sacristie dans l'angle entre clocher et chœur. Le clocher ne se situe pas dans l'axe du bas-côté, mais est déporté vers le sud, et ne touche donc pas directement au chœur. Mais au lieu d'intercaler une travée intermédiaire, l'on a donné à la base du clocher une superficie deux fois plus importante que les dimensions du clocher lui-même. Cette travée particulière comporte un portail du côté est, et communique par des arcades munies de grilles en fer forgé avec le bas-côté et avec le chœur. Toutes les parties de l'église sont à charpente apparente, sauf la base du clocher, qui est à plafond plat. La base du clocher et la nef sont à deux niveaux d'élévation, et possèdent deux rangs de fenêtres. Le clocher compte en outre un étage intermédiaire aveugle et un étage de beffroi, et est coiffé d'une courte flèche octogonale en charpente. Le toit en appentis du bas-côté est établi en continuité avec la toiture de la nef, dont les fenêtres méridionales donnent par conséquent sur le bas-côté, et non plus sur l'extérieur.

### Intérieur

#### Nef

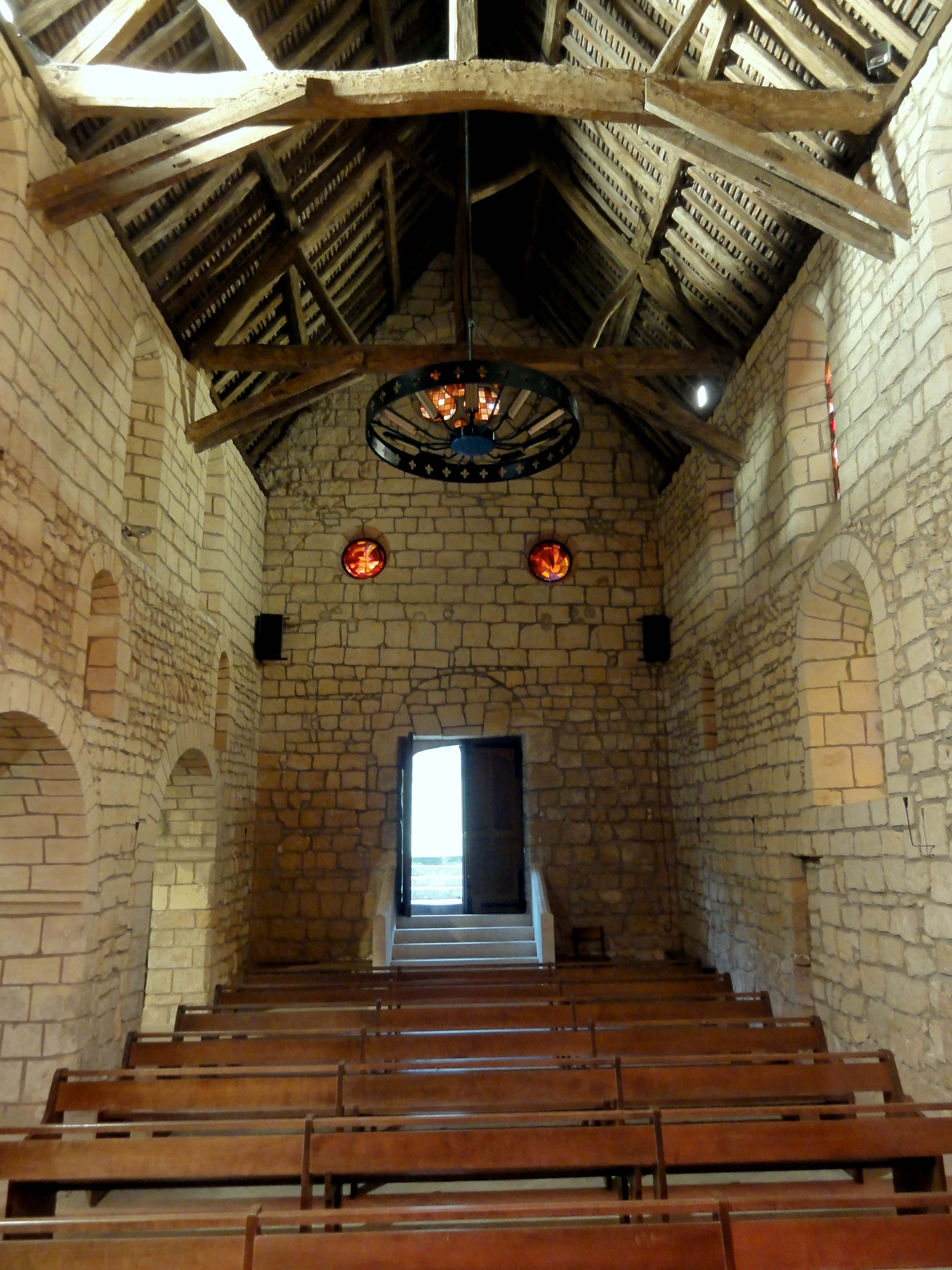
Nef, vue vers l'ouest.

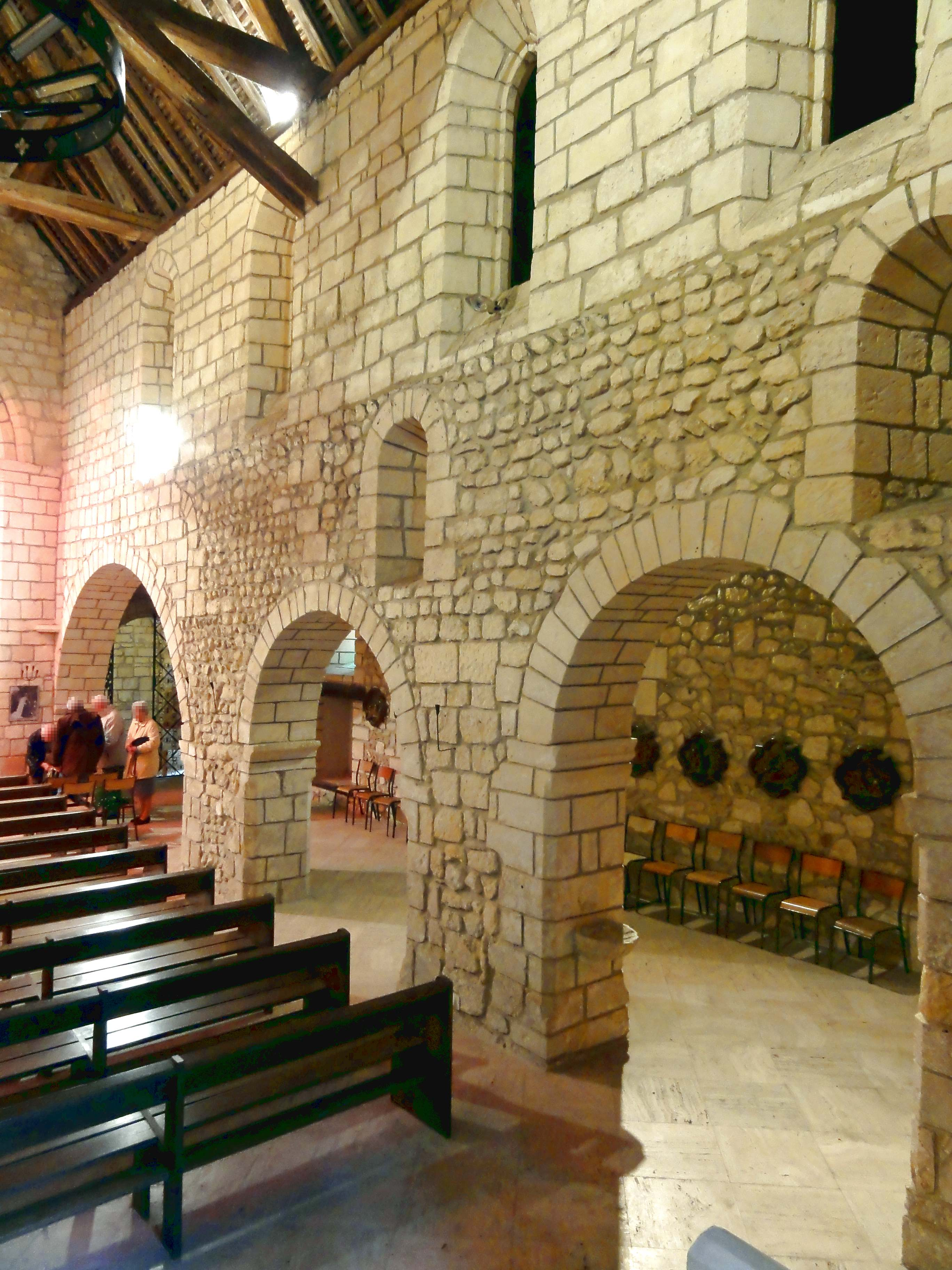
Élévation sud.

Depuis le portail occidental, l'on descend huit marches d'escalier dans la nef, qui est donc plus élevée qu'il ne paraît depuis l'extérieur. La hauteur de ses murs latéraux représente environ une fois et demi la largeur, et à la hauteur de l'espace intérieur, s'ajoute le volume compris sous la toiture. Il n'y a, en effet, pas de plafond, et la charpente n'est pas non plus lambrissée. C'est une charpente ordinaire, et non en carène renversée, comme dans le chœur, et dans la plupart des nefs prévues pour ne pas être voûtées. Ce trait est partagé avec les églises de Fosses et de Rhuis, qui possède également une nef du XIe siècle. Si les nefs uniques de cette époque sont encore nombreuses dans le département voisin de l'Oise et l'ancien diocèse de Beauvais dont Ronquerolles faisait partie jusqu'à la Révolution, elles ne se comptent que sur les doigts d'une main dans le Val-d'Oise, et l'on ne peut guère citer qu'Arthies, Brignancourt, Gouzangrez et Omerville. Les murs sont romans jusqu'aux trois cinquièmes de leur hauteur, au nord, à l'est et au sud. L'appareil consiste en moellons en partie sommairement retaillés, et rangés en assises en fonction de leur taille. Ces murs devaient primitivement être enduits et agrémentés de peintures murales en ocre autour des fenêtres. Le caractère roman de ces murs est uniquement démontré par les fenêtres et leur homogénéité, sans traces de reprises, si ce n'est derrière le tympan du portail actuel, où l'on ne trouve par ailleurs pas d'arc de décharge de la période romane. Il y avait primitivement quatre fenêtres romanes fortement ébrasées au nord, et autant au sud, régulièrement réparties. Au nord, la deuxième fenêtre a été repercée à l'époque moderne, et est nettement plus grandes que les autres, tandis que la quatrième fenêtre est coupée par le piédroit nord de l'arc triomphal. L'on y a substitué une étroite baie rectangulaire. En bas à gauche de la baie romane, l'on trouve une niche murale en plein cintre, largement reprise lors de la dernière restauration. Au sud, les deux dernières fenêtres sont murées, car la dernière grande arcade est plus élevée que les précédentes. Les deux premières fenêtres romanes du sud sont parfaitement bien conservées, mais ne donnent plus que sur le bas-côté.
Les parties hautes des murs issues de l'exhaussement de la nef après l'érection de Ronquerolles en paroisse, sont bâtis en pierres de moyen appareil pas tout à fait régulières. Les fenêtres du deuxième rang sont irrégulièrement espacées, avec la volonté manifeste de ne pas les disposer au-dessus des baies romanes. En plus, avec le raccourcissement de la nef d'un ou deux mètres à l'est dans le contexte de la construction d'un nouveau chœur, la longueur disponible pour placer les baies se trouve réduite par rapport à la fin du XIe siècle. Les fenêtres gothiques en arc brisé sont deux fois plus larges et plus hautes que leurs homologues romans, mais toujours très petites, et fortement ébrasées. À ces fenêtres s'ajoutent deux petits oculi circulaires en haut du mur occidental, et la petite rosace du pignon. Son pourtour n'est mouluré qu'à l'extérieur. Le remplage, sans meneaux, est constitué de dalles de pierre échancrées, comme à Cinqueux et Rieux. Le dessin est d'un oculus central tangenté par quatre lobes en forme d'amande, dans les intervalles desquels sont percés quatre orifices circulaires. Comme déjà évoqué, toutes ces fenêtres paraissent à peine plus récentes que l'arc triomphal, dont le caractère est encore tout roman. Les piédroits ont été entièrement réappareillés lors de la dernière restauration. Ils ont les angles chanfreinés, mais ne sont pas moulurés. Les impostes, peut-être refaits eux aussi, sont de simples tablettes profilées d'une plate-bande et d'un chanfrein. La double archivolte n'est pas non plus moulurée, et a les angles taillés en biseau à l'instar des piédroits. Restent à évoquer les grandes arcades, qui représentent la dernière modification apportées à la nef. L'arcade médiane est la plus petite. Les impostes de la première arcade à l'ouest, qui est un peu plus large, sont toutefois situés à la même distance depuis le sol. La dernière arcade est nettement plus grande, et touche directement au piédroit de l'arc triomphal à l'est. Chaque arcade possède un seul rang de claveaux non moulurés, et même pas taillés en biseau. Du haut vers le bas, les impostes de la première arcade sont moulurés d'un filet relié par un large cavet peu profond à un tore, ce qui évoque la période flamboyante. Peut-être une chapelle des fonts baptismaux avait-elle été ajoutée à cet endroit avant la construction du bas-côté. Les piédroits de cette première arcade sont à angle saillant. Les impostes des deux autres arcades sont profilés d'une plate-bande et d'un cavet, et leurs piédroits sont taillés au biseau. Ces arcades sont donc traitées de la même manière, en dépit de leurs dimensions différentes.

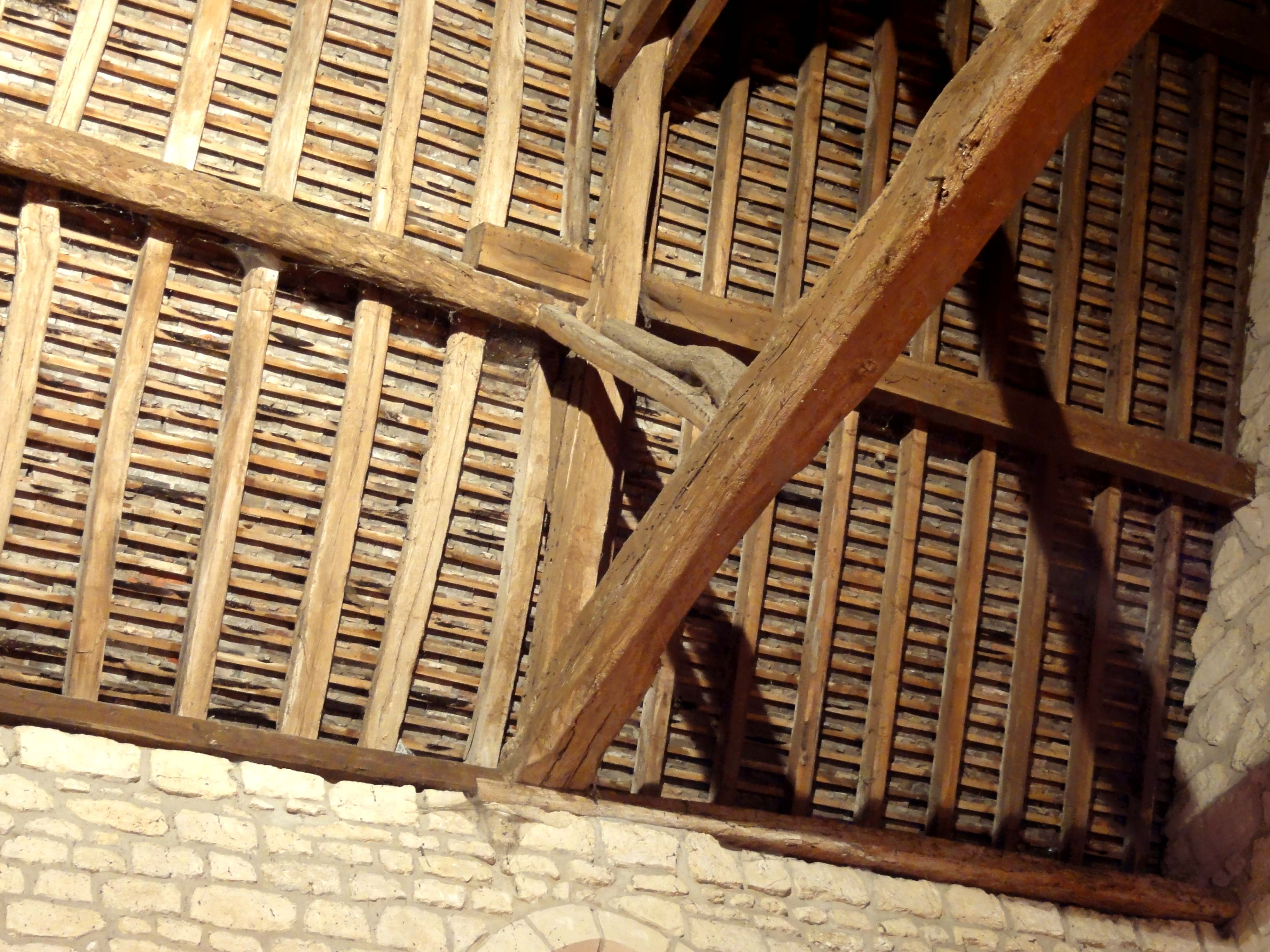
Charpente.
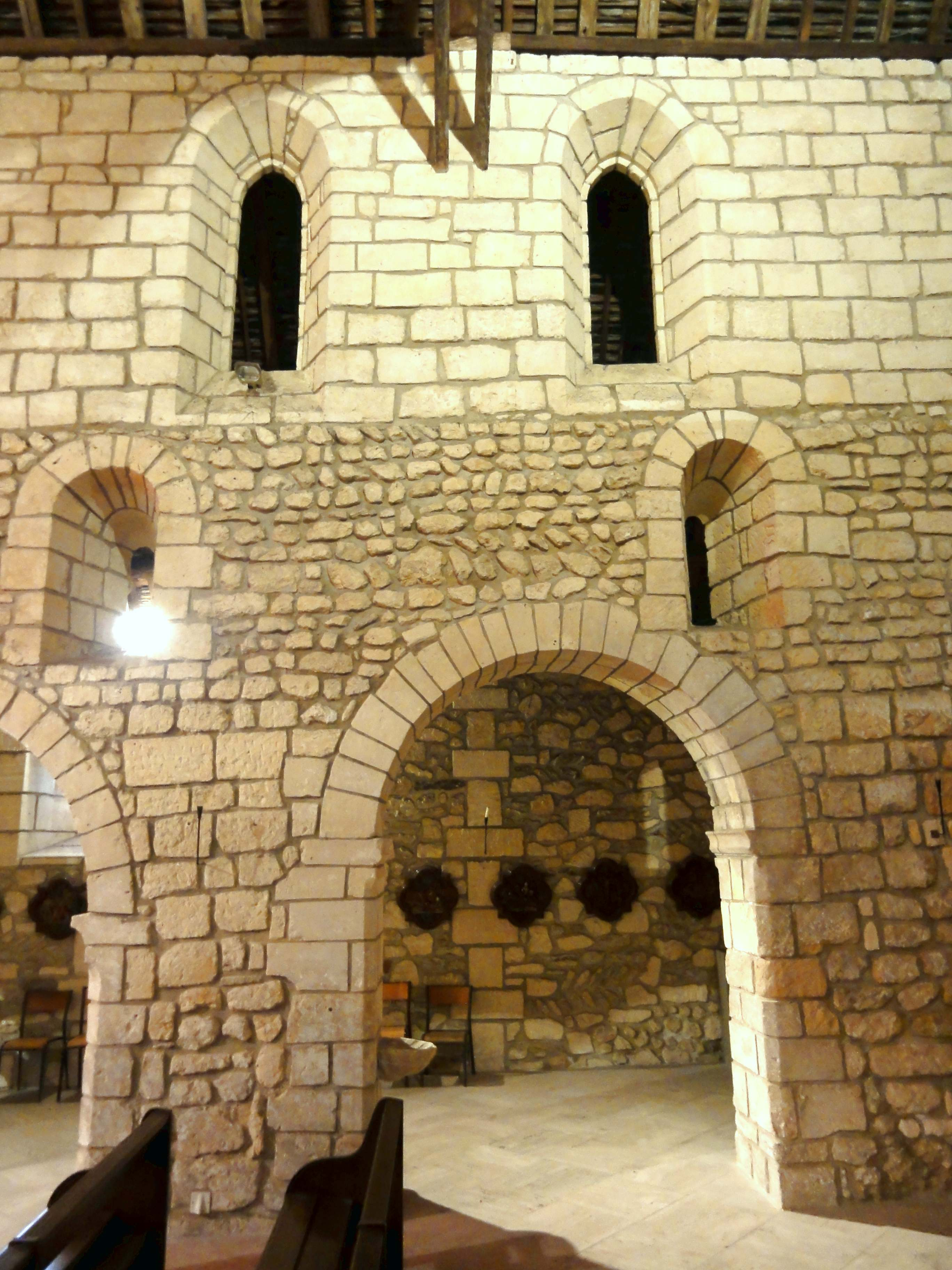
1re travée, élévation sud.
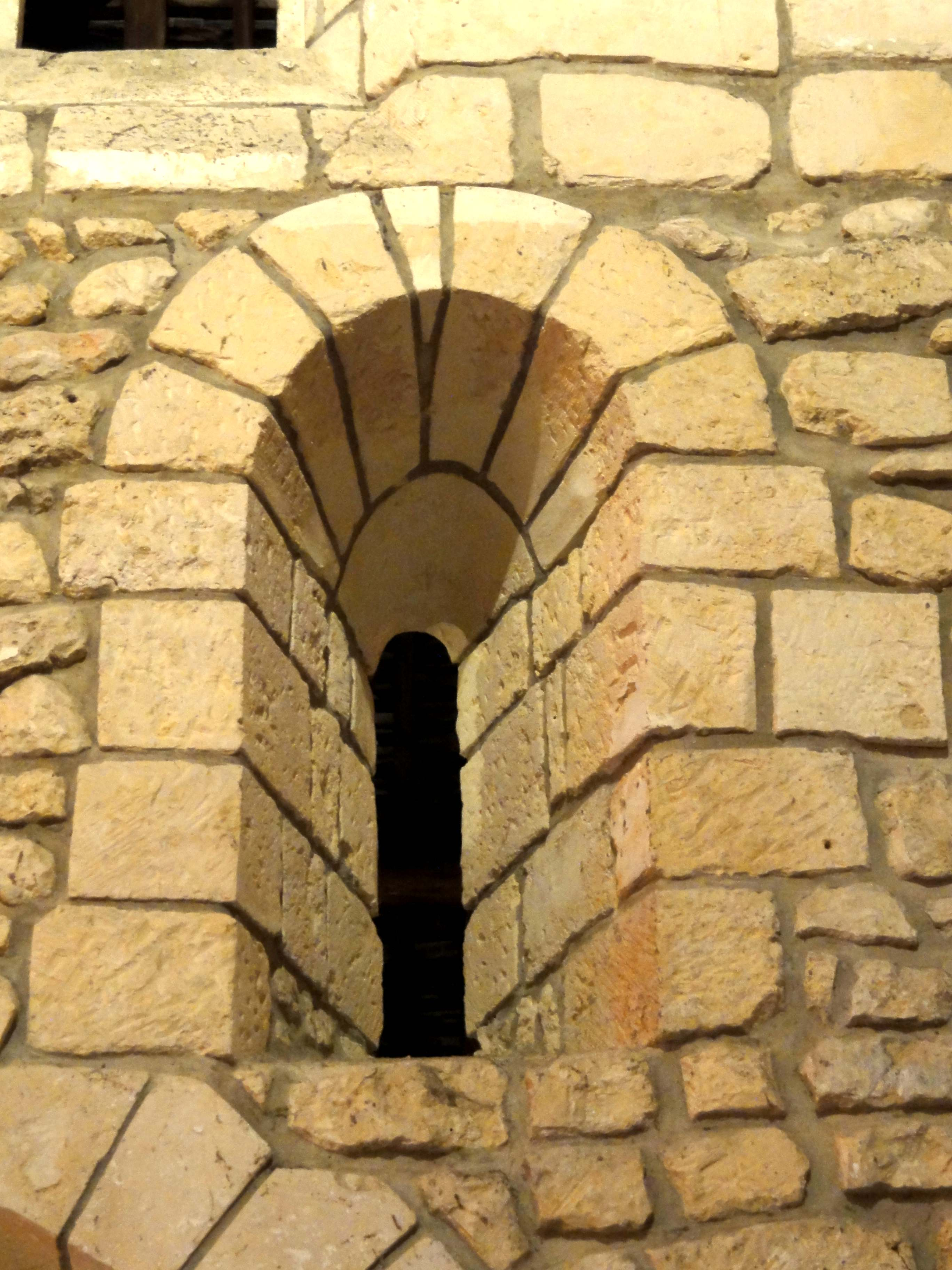
1re baie romane au sud.
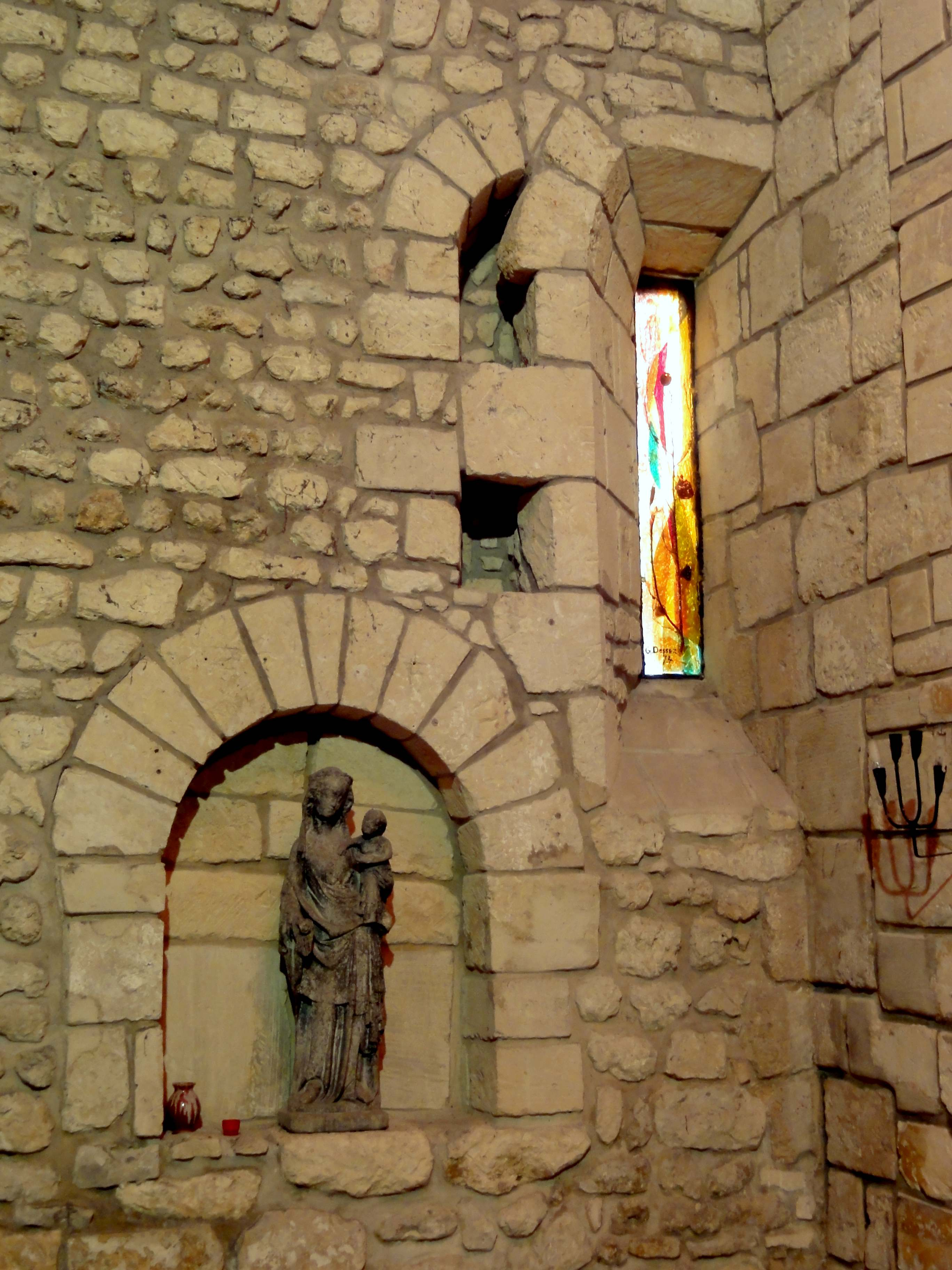
4e baie romane au nord.
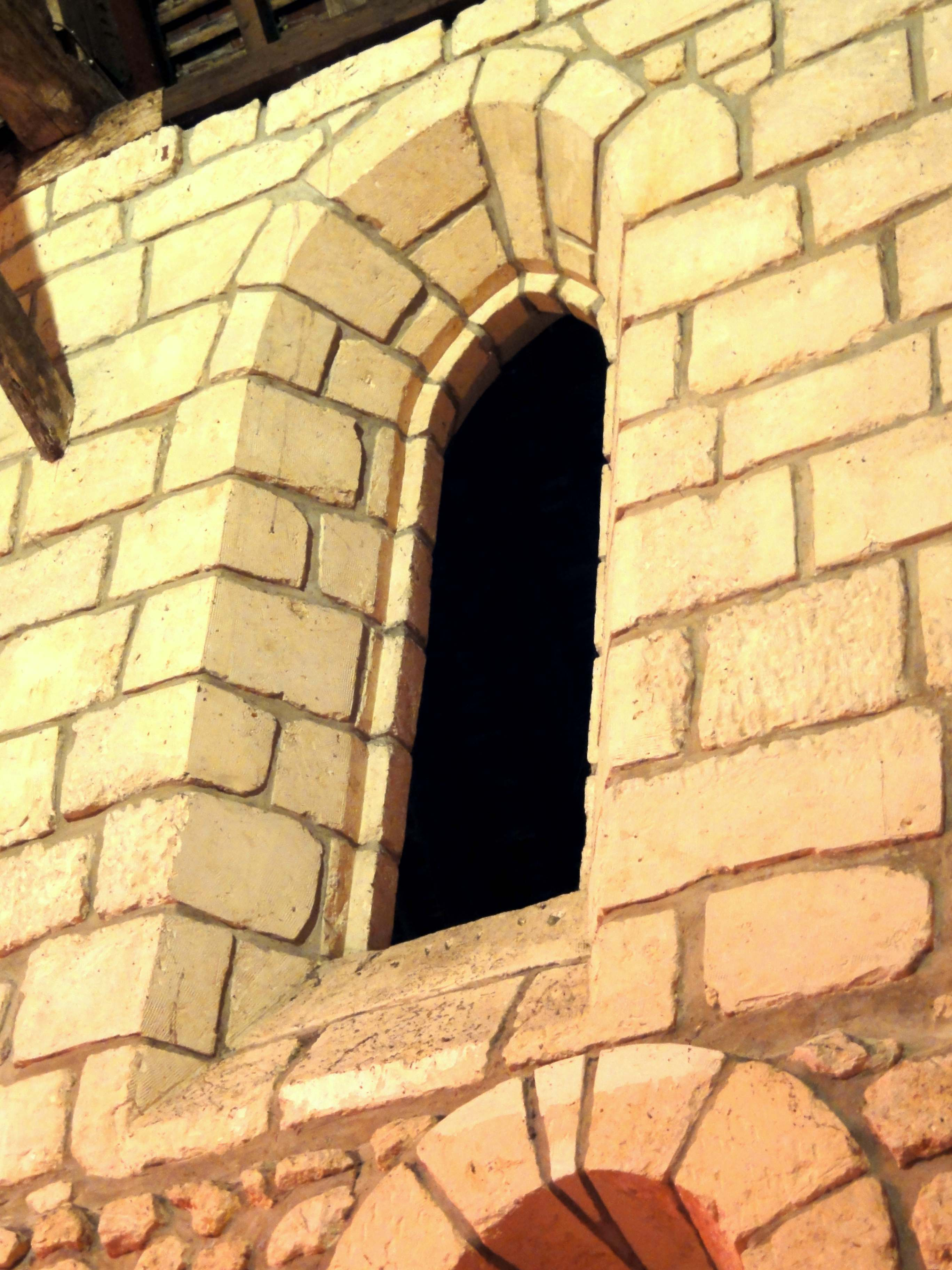
1re fenêtre gothique sud.
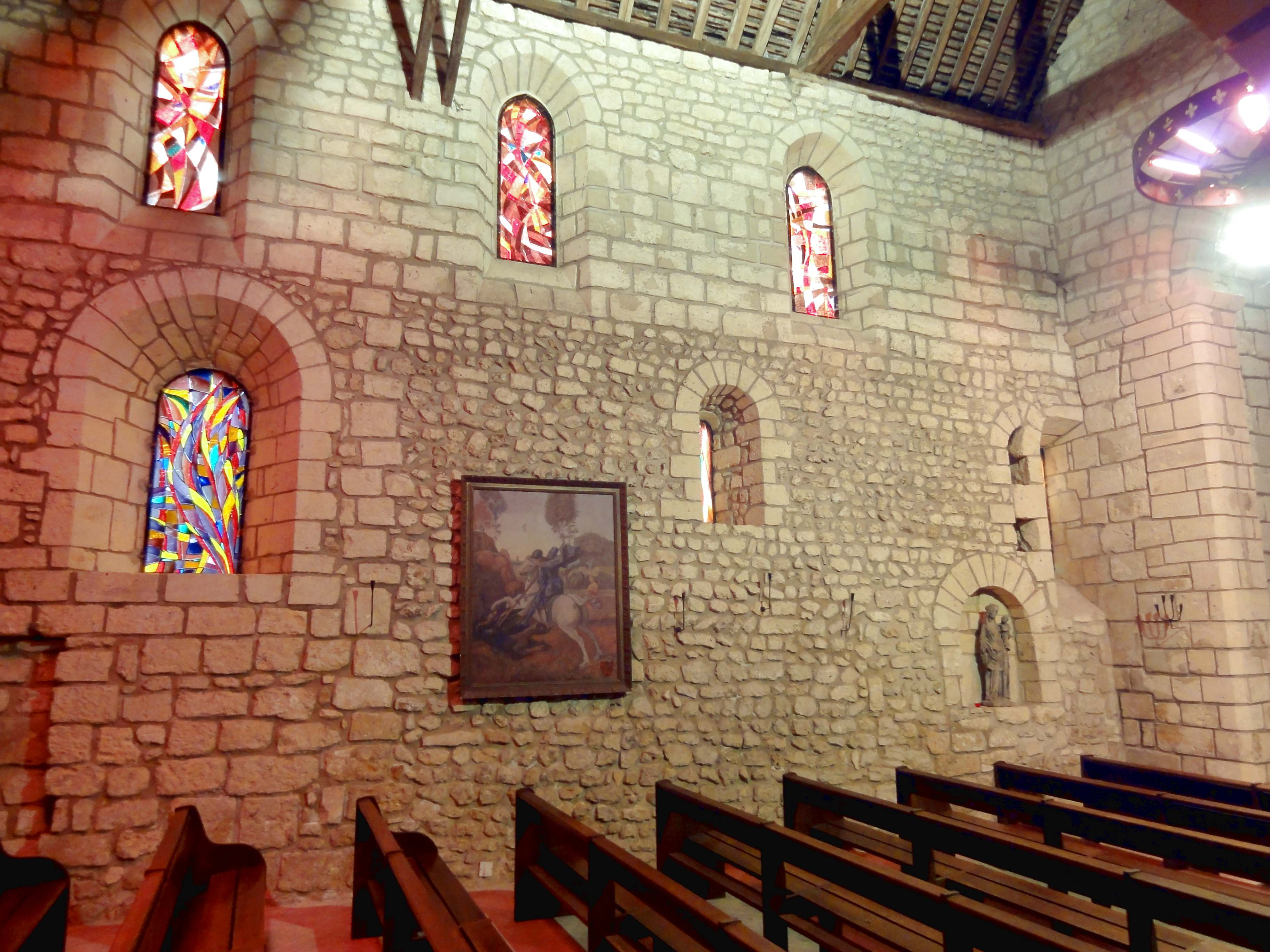
Élévation nord.

#### Bas-côté

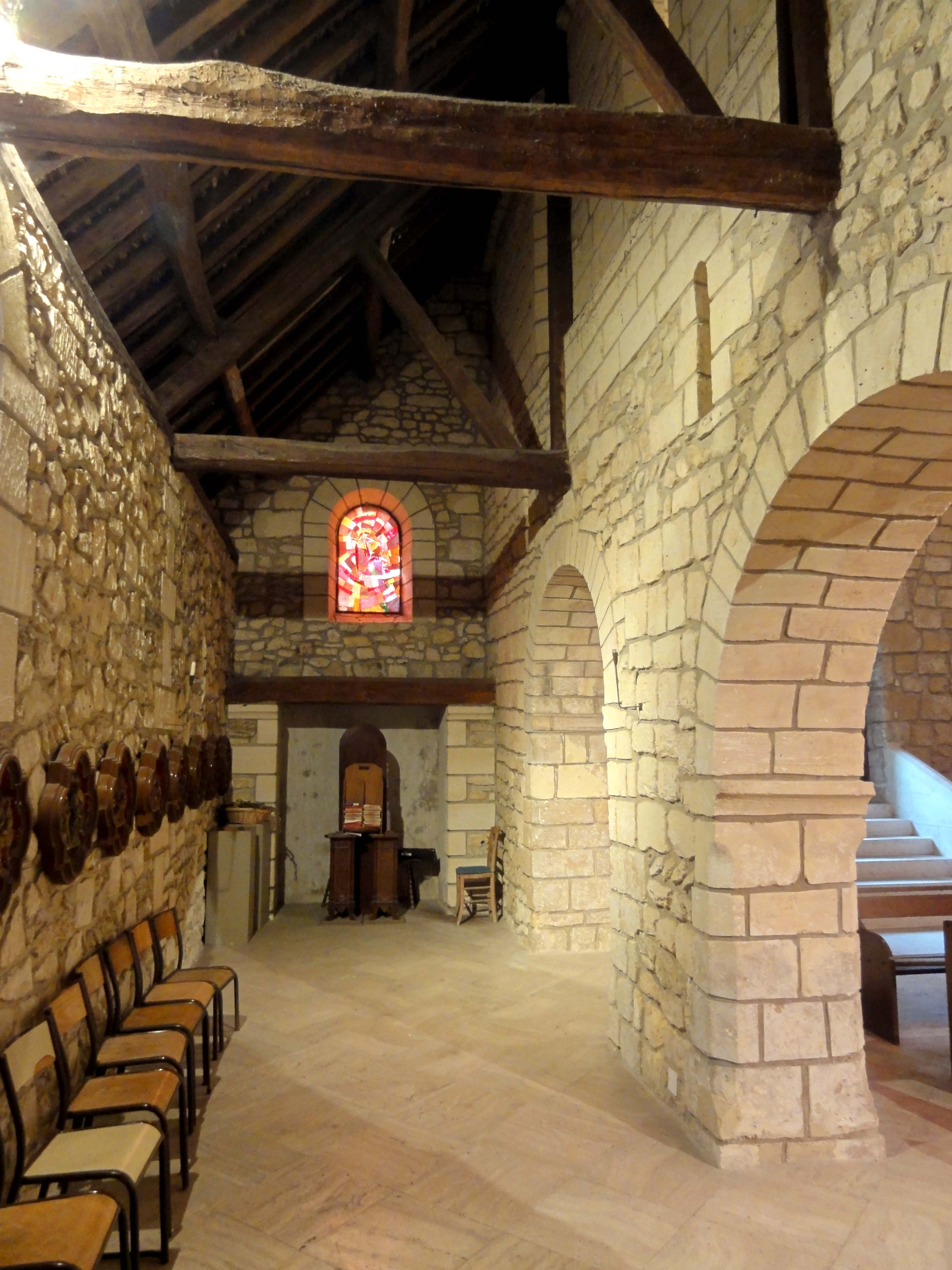
Vue vers l'ouest.

Le bas-côté est une construction fruste, qui date d'une période indéterminée de l'époque moderne. La charpente apparente de son toit en appentis a été refaite lors de la dernière restauration. Le mur oriental, qui comporte en bas une arcade en plein cintre sans style vers la base du clocher, évoque par son appareil assez régulier les parties hautes des murs de la nef. À moitié cachée par la charpente, l'on voit en haut à droite le côté extérieur d'une petite baie en arc brisé, qui éclairait jadis la base du clocher. Le mur gouttereau et le mur occidental sont bâtis en moellons irréguliers, comme déjà les murs romans de la nef, ce qui n'autorise toutefois pas des conclusions sur leur ancienneté. En effet, les murs de moellons sont fréquents tout aussi bien jusqu'au premier quart du XIIe siècle, que depuis la guerre de Cent Ans. Les pourtours des trois fenêtres en plein cintre, « sans âge » comme le dit Bernard Duhamel, sont toutefois réalisés en pierre de taille. En bas du mur occidental, l'on note une niche murale ayant pour linteau une poutre de bois. Les grandes arcades vers la nef ont déjà été évoquées. Si la première arcade est peut-être plus ancienne, aucun caractéristique du bas-côté ne permet de distinguer de différentes campagnes de construction. Ce qui fait le principal intérêt du bas-côté est qu'il ouvre la vue sur le côté extérieur des baies méridionales de la nef, sachant que les baies septentrionales ne sont pas accessibles depuis l'extérieur, car l'église est à moitié enclavée dans une propriété privée. Les baies romanes, sans ébrasement extérieur, s'apparentent à de simples fentes ou des meurtrières, sans linteau à proprement parler, et sans claveaux simulés, comme on peut en voir au-dessus des baies des autres nefs du XIe siècle de la région. Le linteau est simplement formé par une pierre échancrée beaucoup plus longue que la fenêtre et ses piédroits ne sont larges. Les baies gothiques sont pourvues d'un ébrasement extérieur, mais dénuées de toute décoration comme leurs ancêtres.

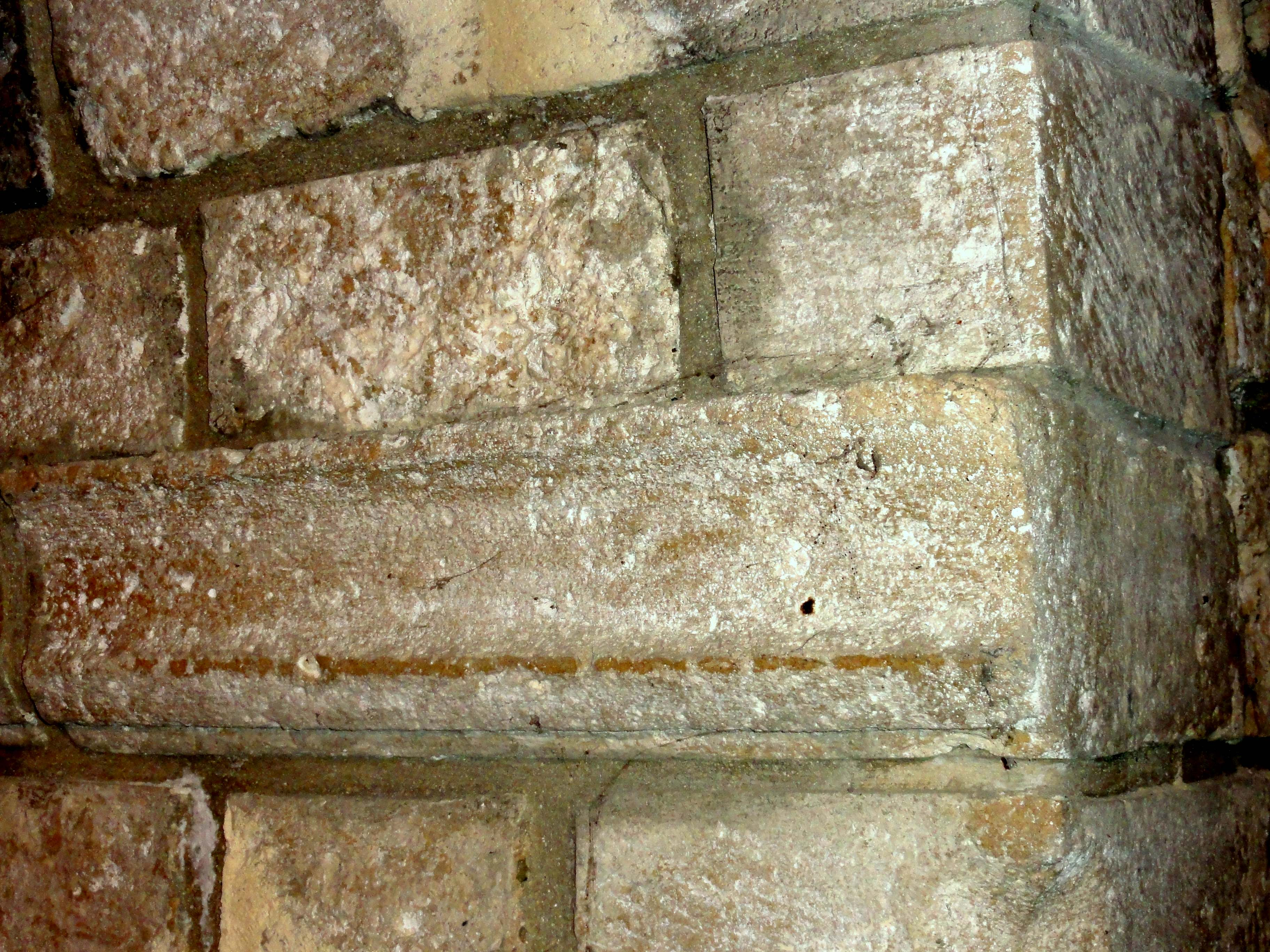
Imposte de la 1re arcade.
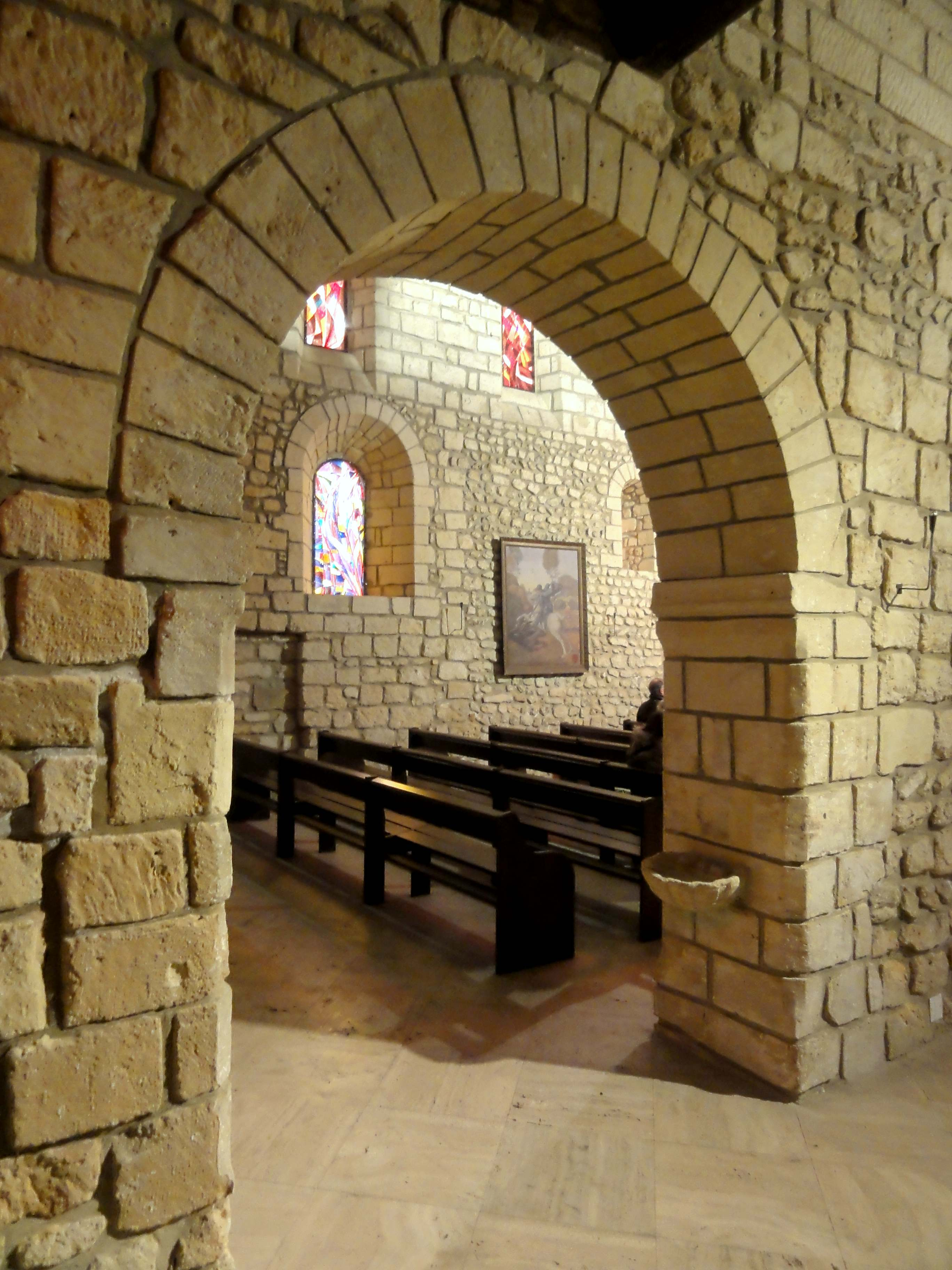
Vue par la 1re arcade.
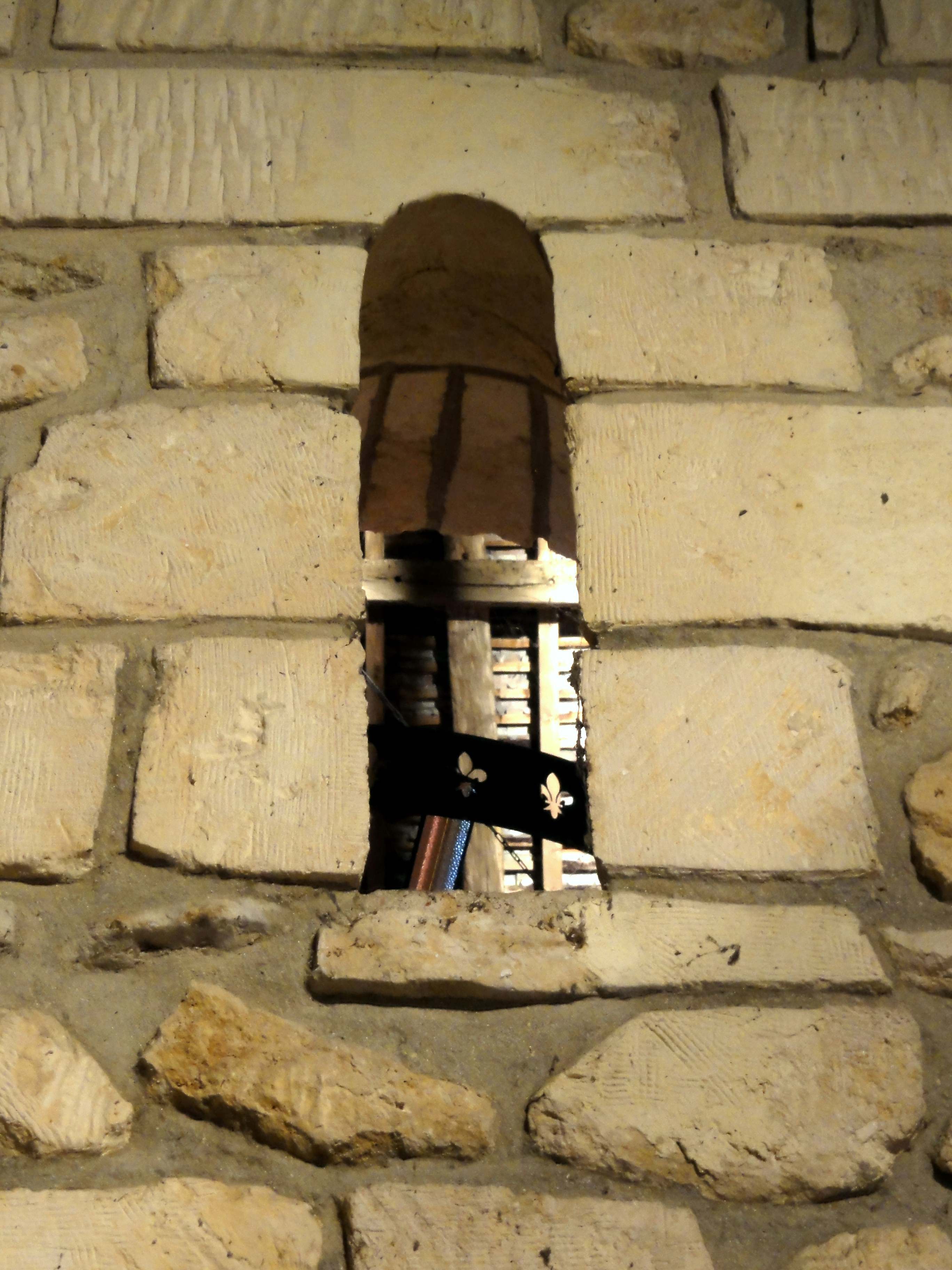
2e baie romane de la nef.
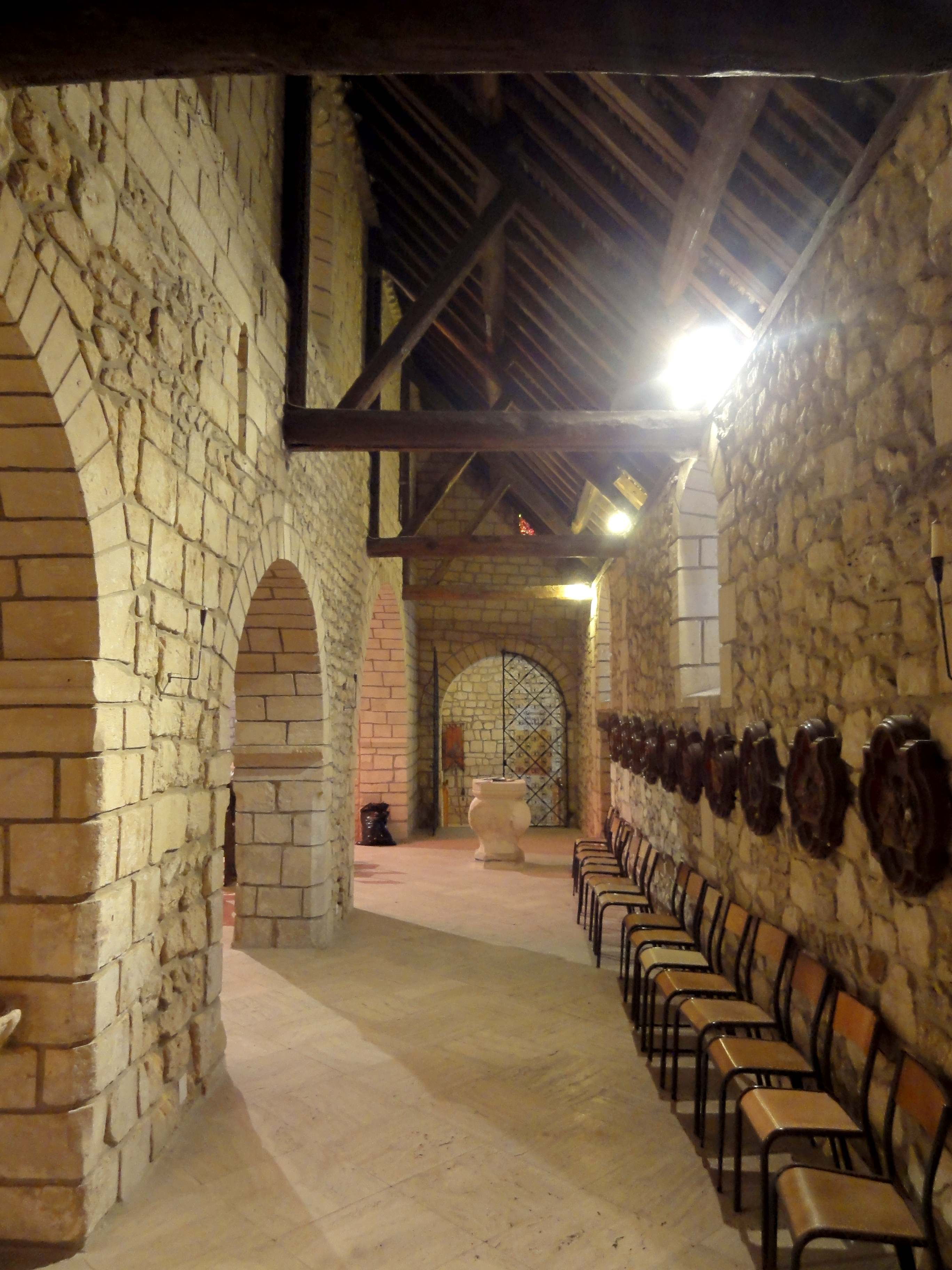
Vue vers l'est.
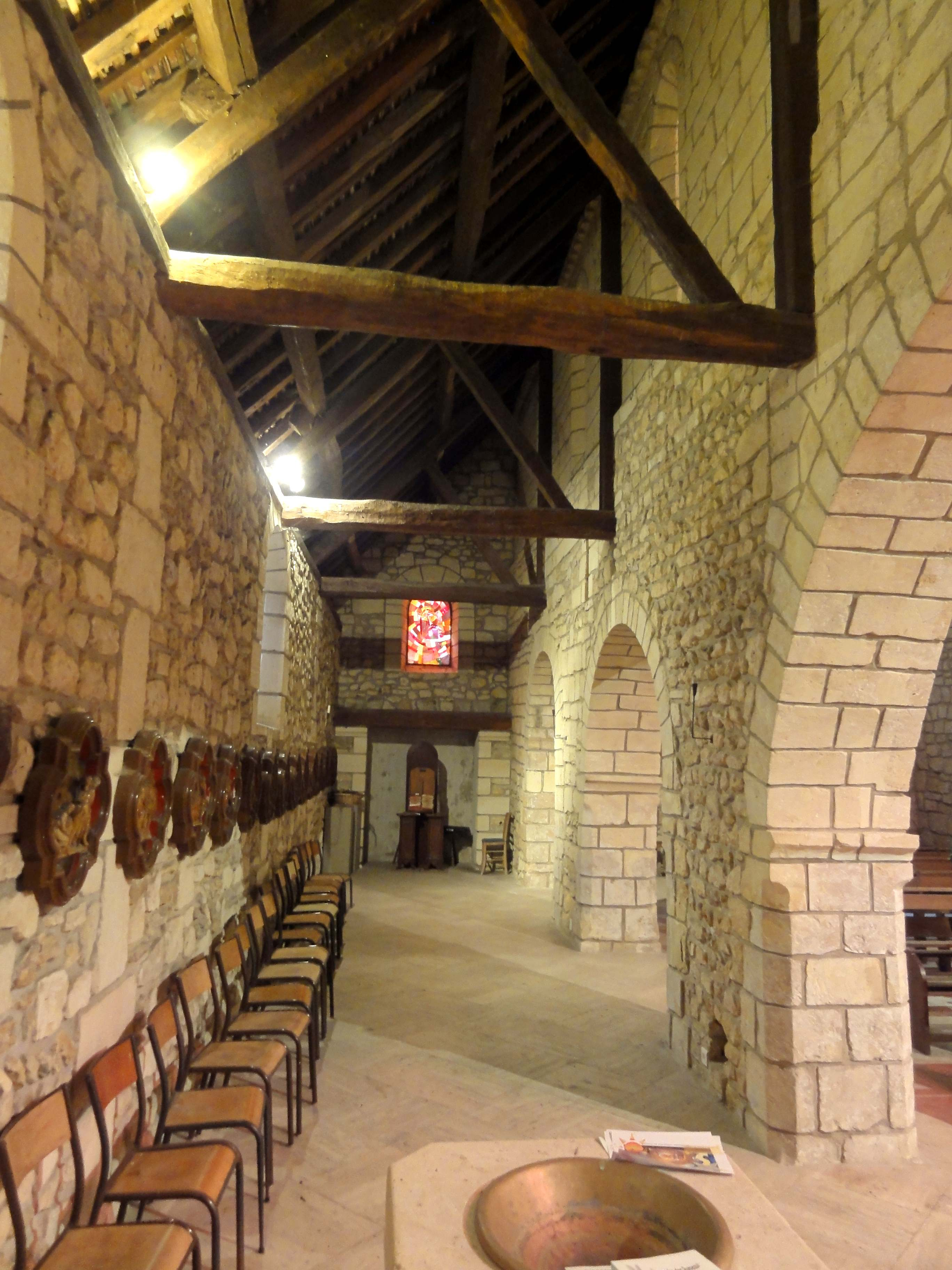
Vue vers l'ouest.
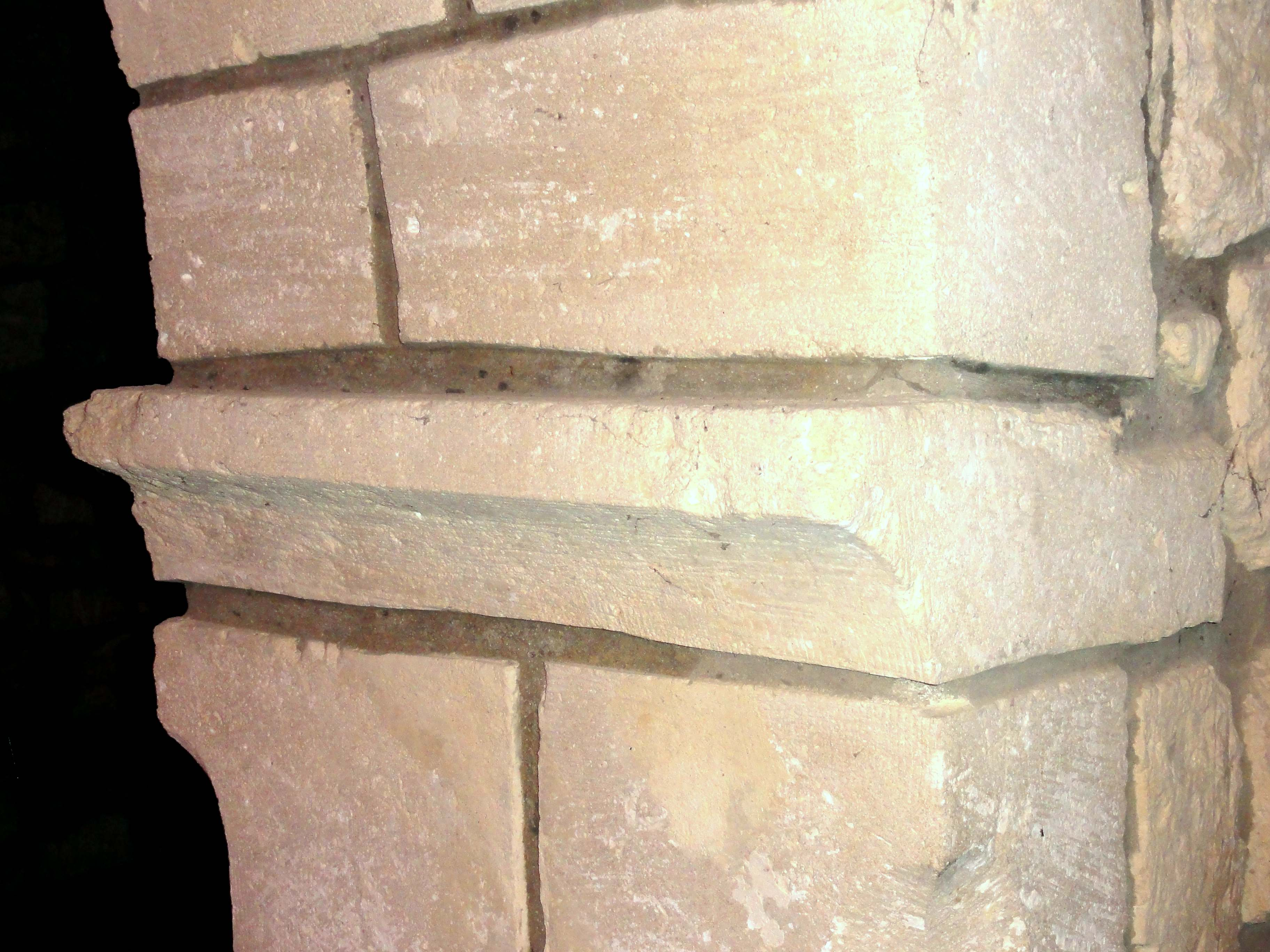
Imposte de la 2e arcade.

#### Base du clocher

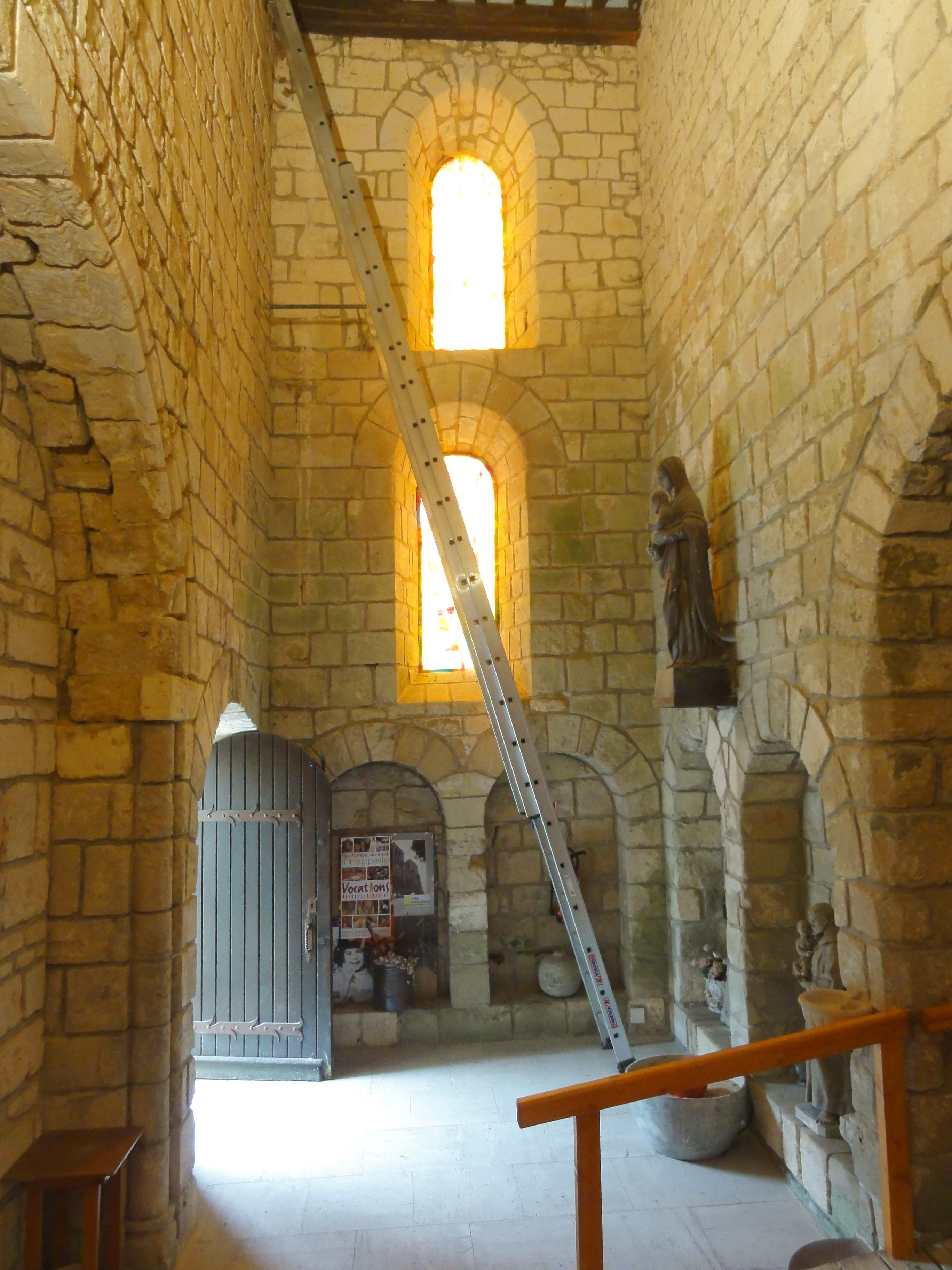
Vue vers le sud.

L'ancienneté de la base du clocher a échappé à Bernard Duhamel, qui a redigé son ouvrage à partir de notices accumulées au fil des années, et n'a peut-être plus visité l'édifice après sa restauration. Il signale seulement quatre modillons romans englobés dans le mur dans l'angle sud-est. Ces modillons sont sculptés en bas-relief et représentent une fleur à quatre pétales à laquelle se superpose un cercle ; un cygne ; un entrelacs ; et un coq. Les deux arcatures en plein cintre qui animent le soubassement du mur méridional, et les deux autres arcatures dans le mur contigu à l'ouest, s'inscrivent pourtant elles aussi tout à fait dans la tradition romane. L'on en trouve aussi à Cambronne-lès-Clermont, Catenoy, Cormeilles-en-Vexin, Moussy, Parnes, Rocquemont, Saint-Clair-sur-Epte, Saint-Vaast-de-Longmont, Trumilly, Villers-Saint-Paul, etc. Le plus souvent, elles retombent sur des colonnettes à chapiteaux, et parfois, les archivoltes sont moulurées ; en l'occurrence, elles sont tout à fait frustes,.
Également très ancienne, romane ou gothique, est la grande arcade bouchée dans la partie gauche (nord) du mur oriental. La partie droite de l'arcade est moulurée d'un tore et d'une gorge, et les piédroits sont flanqués d'une colonnette appareillée avec base moulurée. Les chapiteaux et leurs tailloirs ont été remplacés par des blocs non taillés. Si le plan fourni par Bernard Duhamel est juste, la travée fut pendant un certain temps subdivisée en deux travées par une arcade intermédiaire ou deux contreforts internes. C'est sans doute dans le contexte de ce remaniement, destiné à consolider le clocher, que la partie gauche de l'arcade a été supprimée, et remplacée par un rang de claveaux au tracé surbaissé. Mais à l'arrière-plan, la trace de l'ancienne arcade demeure néanmoins visible. Cette arcade fournit une indication précieuse sur l'architecture du chœur de la seconde moitié du XIIe siècle, qui devait donc s'accompagner d'une chapelle latérale au sud, et se prévaloir d'une architecture plus ambitieuse que l'édifice actuel, sans doute endommagé sous la guerre de Cent Ans ou les guerres de religion. Seules des fouilles seraient susceptibles d'apporter davantage d'indications. Assez curieusement, l'arcade ouvrant sur le chœur est fruste. Son tracé en tiers-point donne à penser qu'elle a été reprise ultérieurement. Il est également intéressant de noter que la base du clocher n'a jamais été subdivisée en deux étages par un plancher intermédiaire. En tout cas, aucune trace n'indique l'existence ancienne d'un tel plafond, et s'il y en avait eu, la baie occidentale située en hauteur n'aurait éclairée que l'étage. C'est donc depuis la construction du clocher que deux baies superposées font entrer le jour du côté sud. Apparemment modernes sont la porte à droite (sud) du mur oriental, et l'arcade vers le bas-côté à droite (nord) du mur occidental.

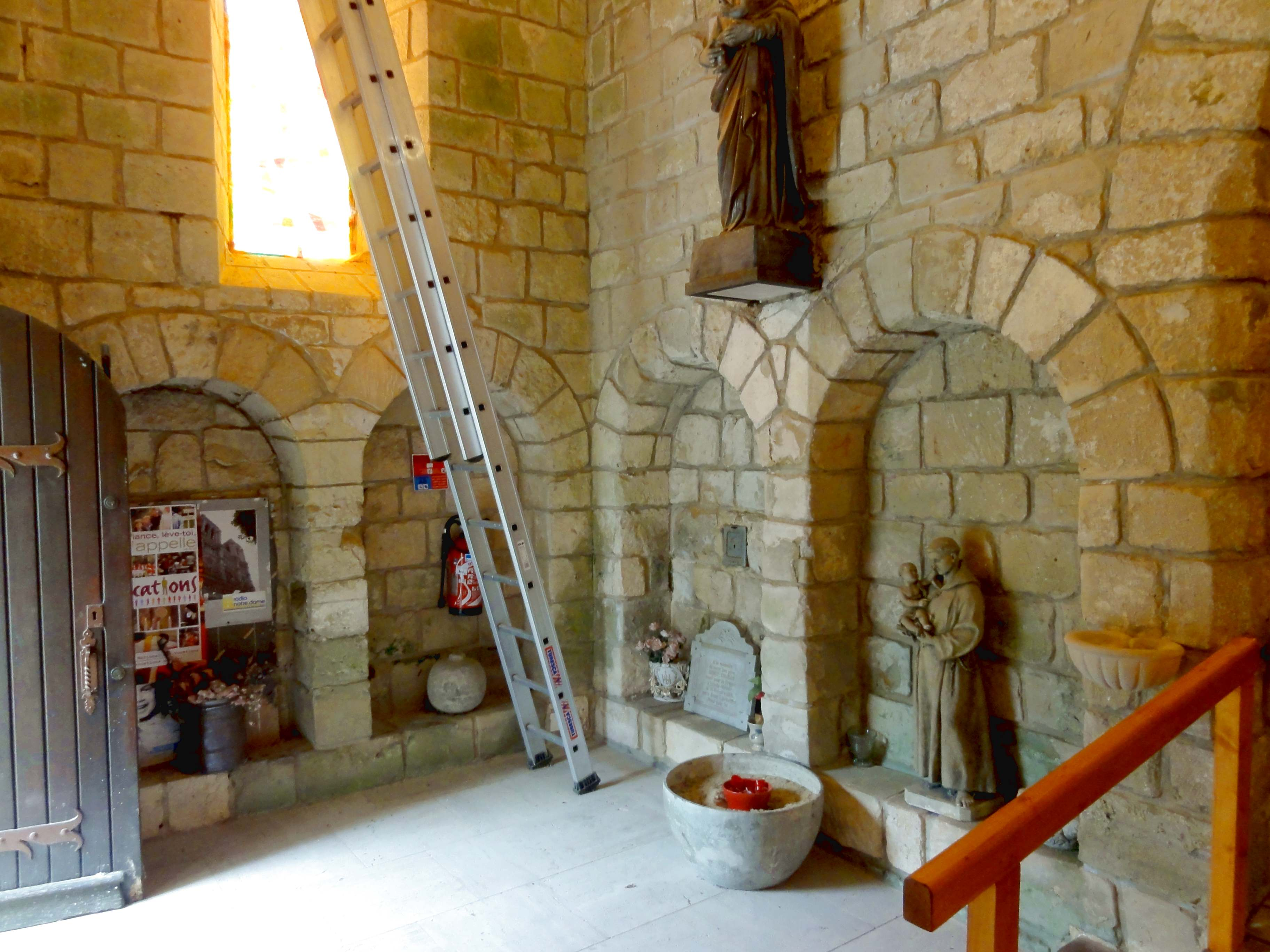
Arcatures plaquées au sud et à l'ouest.
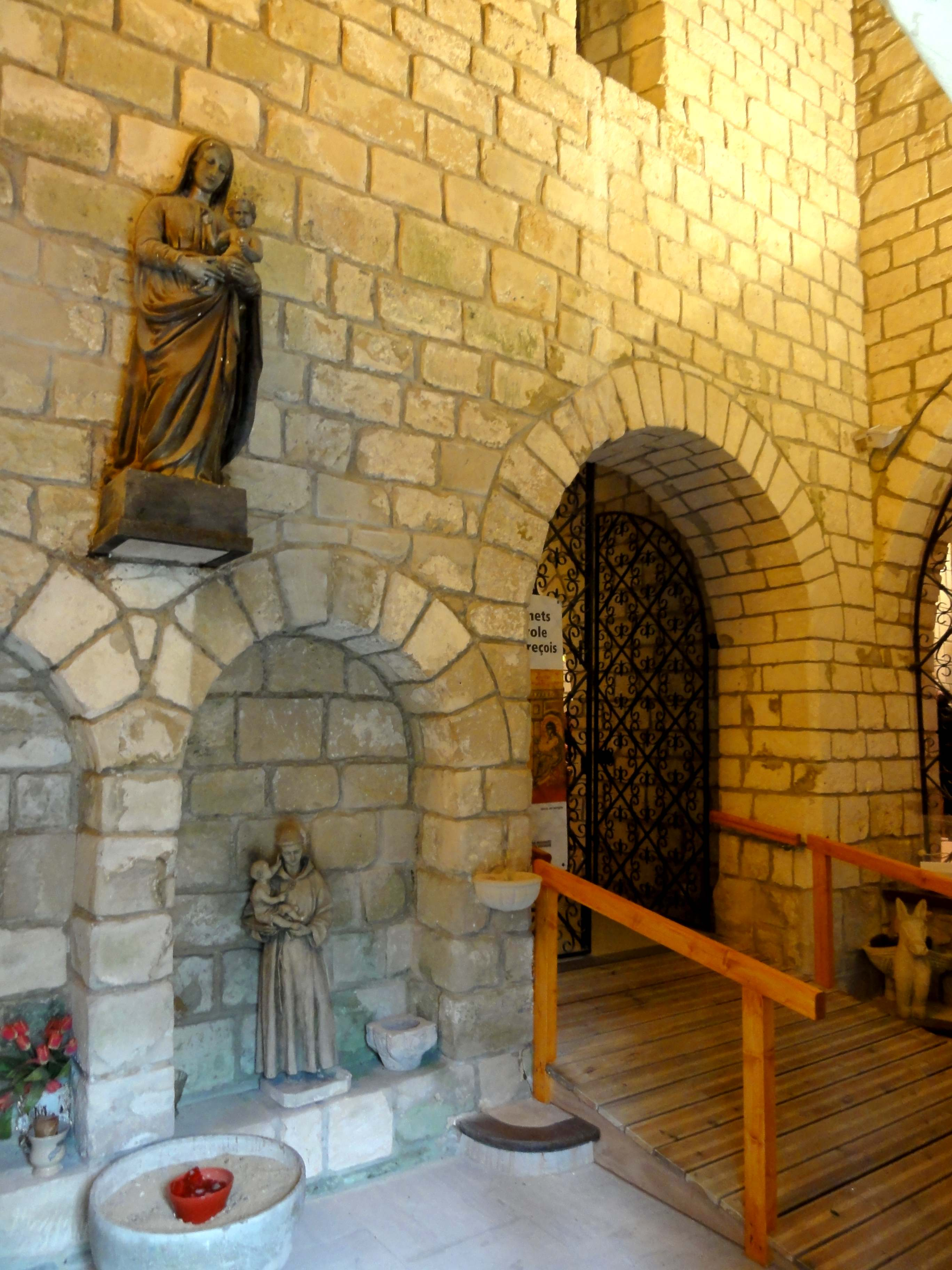
Vue vers le nord-ouest ; arcade vers le bas-côté.
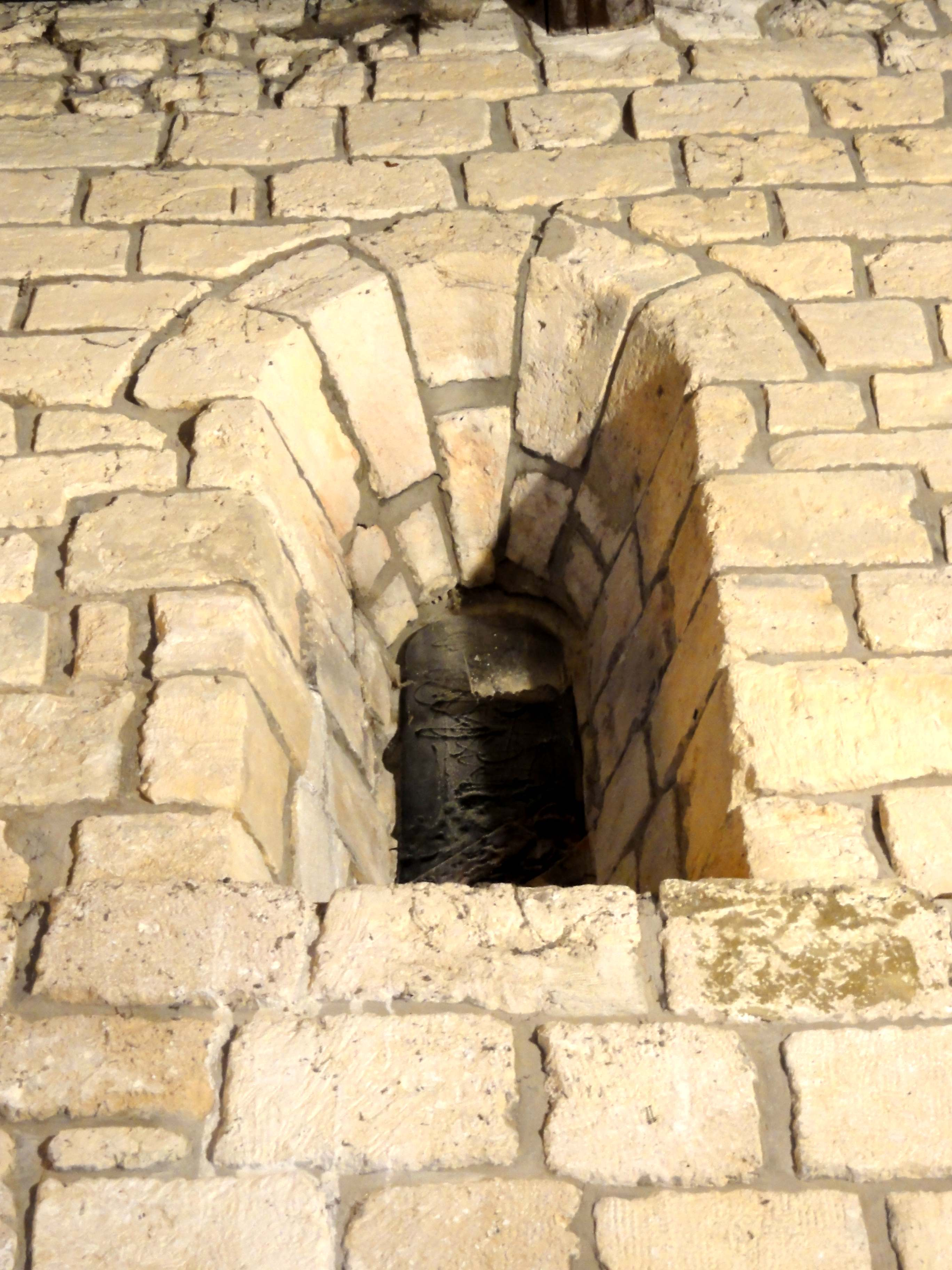
Fenêtre haute côté ouest.
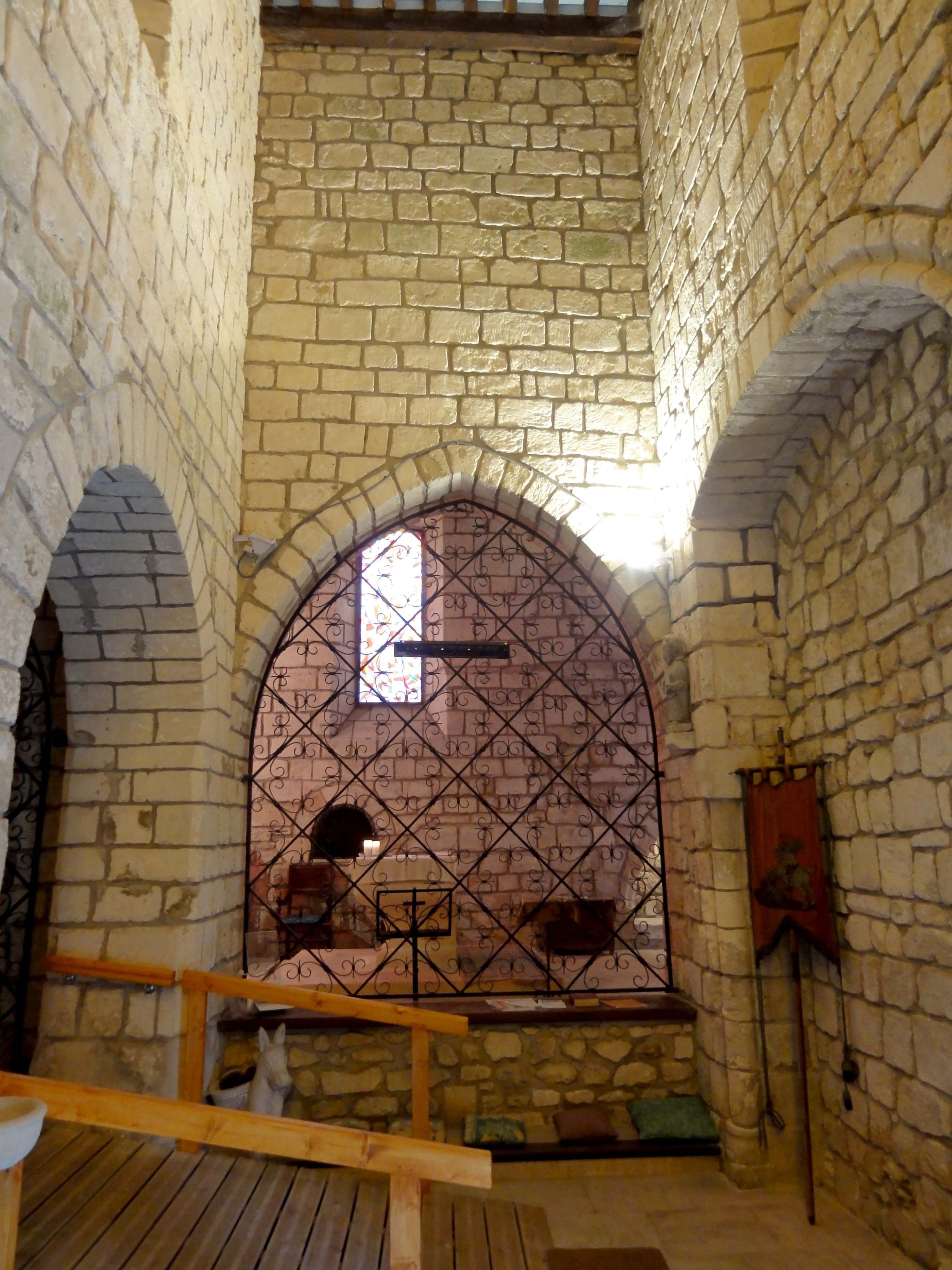
Vue vers le nord ; arcade vers le chœur.
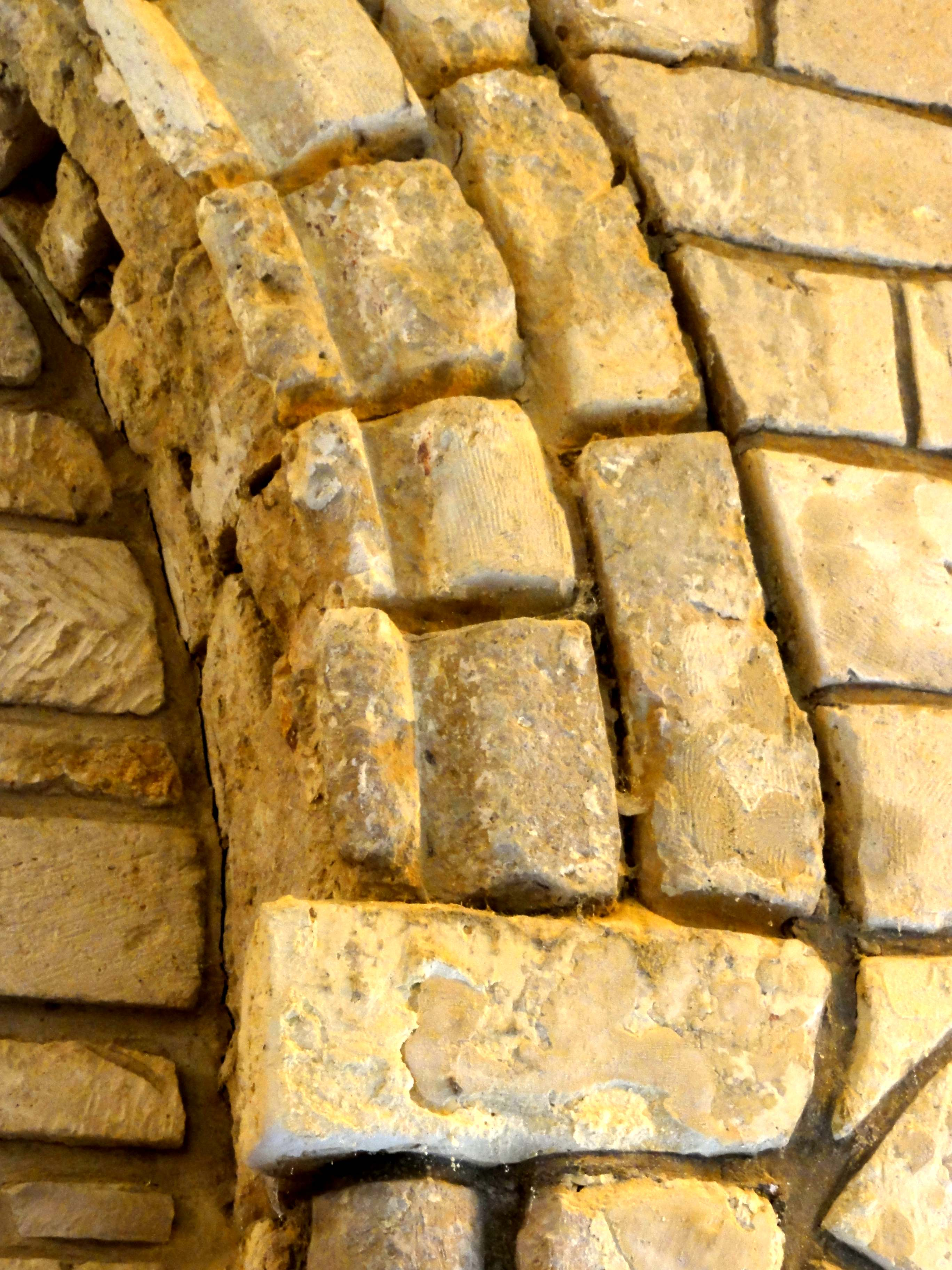
Détail de l'arcade bouchée.
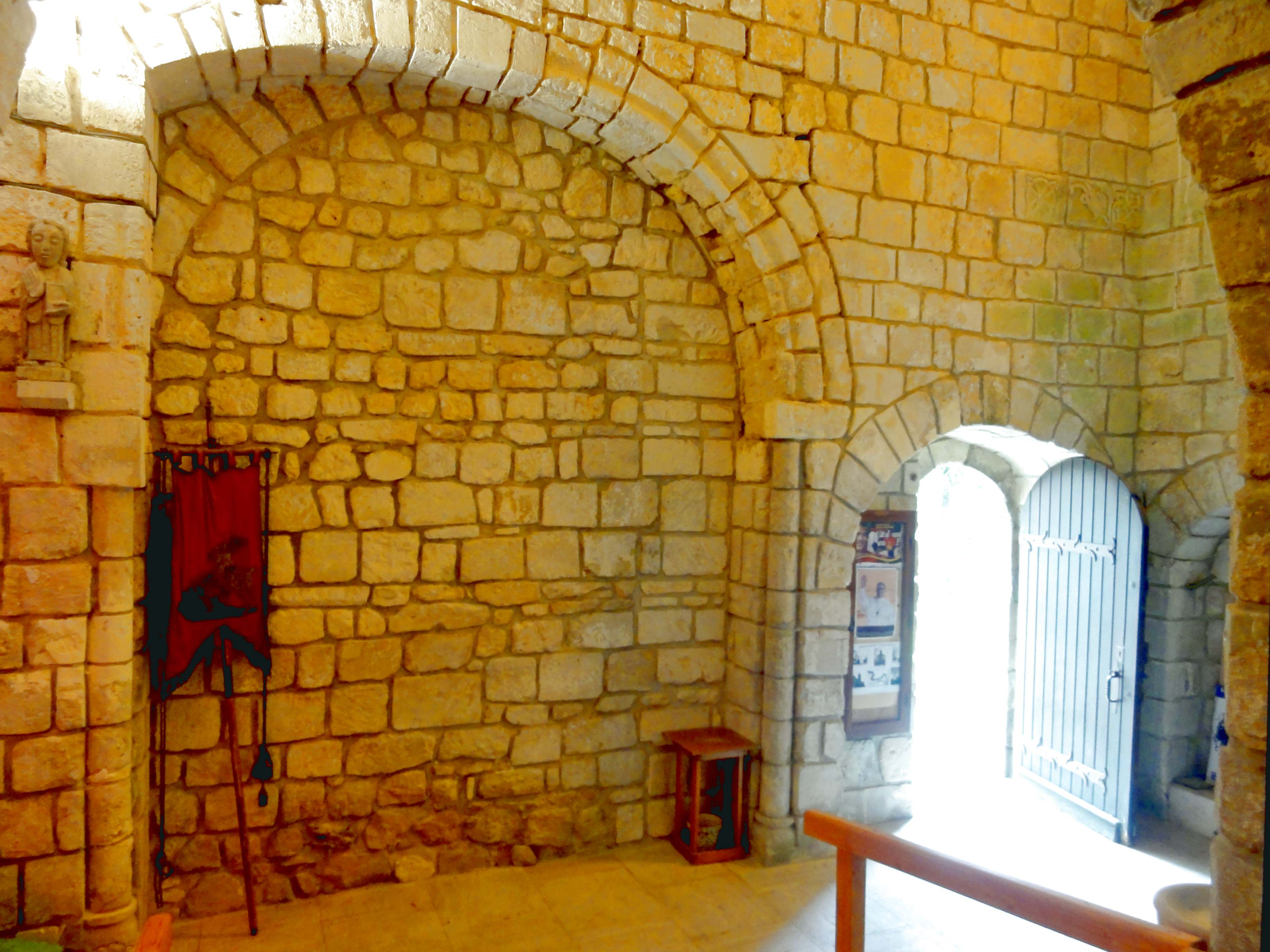
Mur oriental, partie basse, arcade bouchée et porte.

#### Chœur

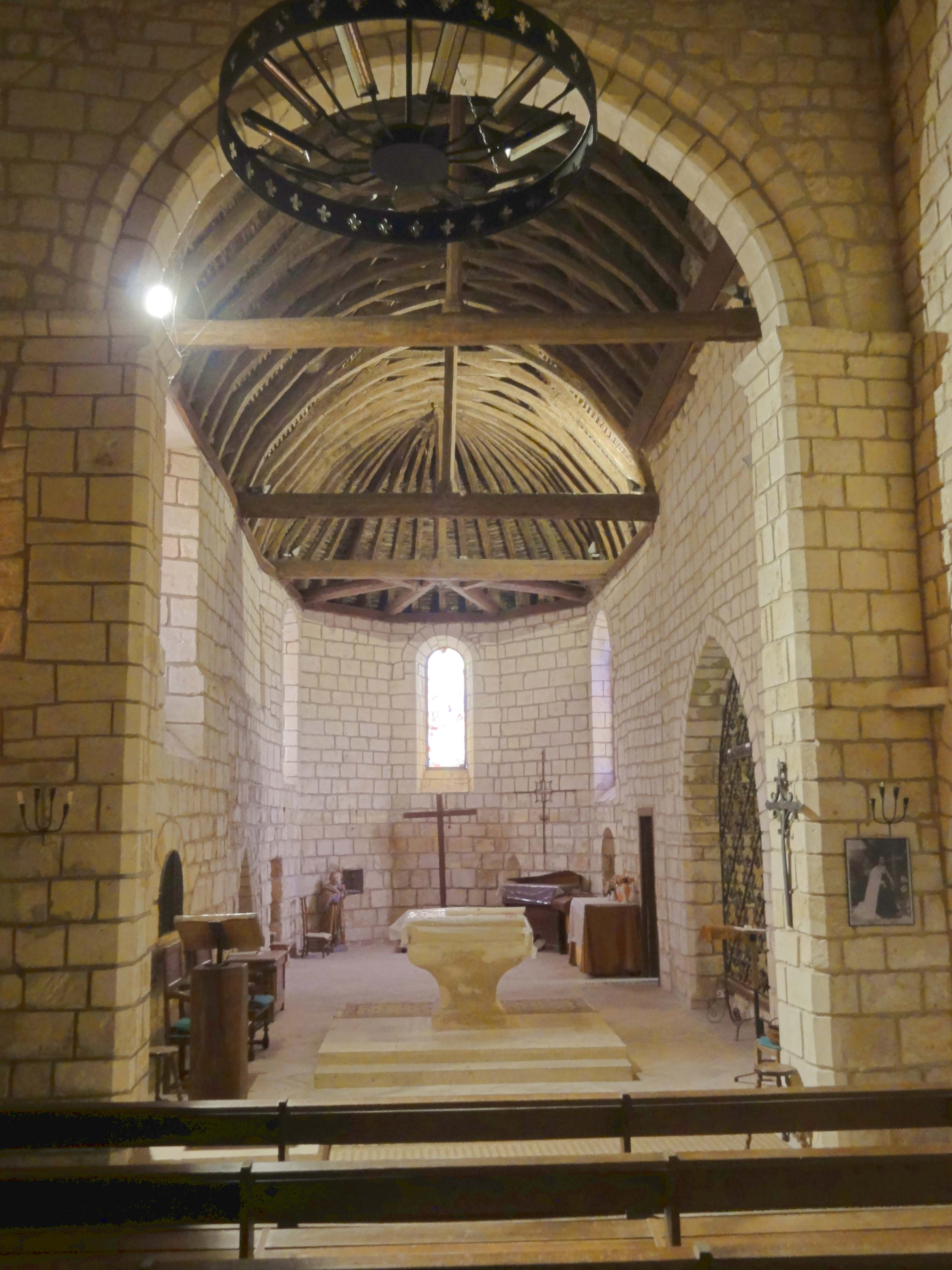
Nef, vue dans le chœur.

Au sein du chœur, l'on peut distinguer, par de nettes ruptures dans l'appareil, la partie antérieure, située au sud du clocher, et la partie arrière. Quoi qu'il en soit, l'ensemble des murs est soigneusement bâti en pierres de moyen appareil, comme les parties hautes de la nef et la base du clocher. Dans la partie antérieure, les murs montrent de nombreuses traces de reprises. Au sud seulement, la charpente accuse une pente plus modérée qu'ailleurs dans la chœur, et sa sablière repose en partie sur une sorte de corniche qui fait partie de la base du clocher. À gauche (est), la corniche est cassée. Au nord, le mur comporte, à plus de la moitié de sa hauteur, une retraite grâce à un fruit. Il y a une grande fenêtre rectangulaire qui s'ouvre au-dessus d'un glacis. Dans sa forme actuelle, elle est peut-être contemporaine de l'étage de beffroi du clocher. Dans le soubassement, l'on voit à gauche, près du piédroit de l'arc triomphal, une petite porte rectangulaire bouchée, et plus à droite, une piscine liturgique en plein cintre sans aucune décoration. En face au sud, il n'y a pas de fenêtre, et le mur est percé de la grande arcade en tiers-point, sans caractère, qui permettait jadis l'intercommunication avec la base du clocher. Elle est maintenant fermée par une grille en fer forgé, dont le style trahit trop une réalisation de la seconde moitié du XXe siècle.
Dans la partie arrière du chœur, l'on peut distinguer entre une partie droite et l'abside à pans coupés. La retraite déjà signalée se continue dans toute la partie droite du côté nord. Les niches murales sont également nombreuses. L'on recense un enfeu peu profond en arc brisé, dans la partie droite, abritant la dalle funéraire à effigie gravée d'une femme ; une petite porte rectangulaire bouchée, toujours dans la partie droite, à droite (est) de l'enfeu ; une minuscule niche carrée dans le pan nord-est de l'abside, sans doute destinée à enfermer des reliques ; une niche en arc brisé à peine plus grande en face, dans le pan sud-est de l'abside ; et enfin une deuxième piscine liturgique, dans le pan sud de l'abside. Les pans nord et sud de l'abside sont déjà faiblement inclinés. Ils comportent chacun une fenêtre. Les pans obliques au nord-est et au sud-est sont aveugles. Une autre fenêtre existe dans le pan d'axe du chevet. Celle-ci ainsi que celle à sa gauche sont en plein cintre, légèrement ébrasées, mais s'ouvrent au-dessus d'un glacis pentu, comme généralement les fenêtres plus grandes dès la fin de la période romane. Ces fenêtres, ainsi que les nombreuses niches, s'opposent a priori à une datation de l'ensemble du chœur du XVIe siècle : il devrait comporter des éléments beaucoup plus anciens, même dans la partie arrière. La fenêtre du pan sud de l'abside, plus grande que les autres et dénuée d'ébrasement, est en revanche moderne. Pour compléter la description, restent à signaler la porte de la sacristie au sud de la partie droite, et bien sûr la belle charpente en carène renversée, dont l'on suppose qu'elle date du XVIe siècle. La partie en cul-de-four en particulier témoigne du savoir-faire des charpentiers de l'époque. Le rapprochement avec la charpente de la nef de Labbeville que suggèrent Amiot et al. n'est pas judicieux, car la charpente de Labbeville est lambrissée,.

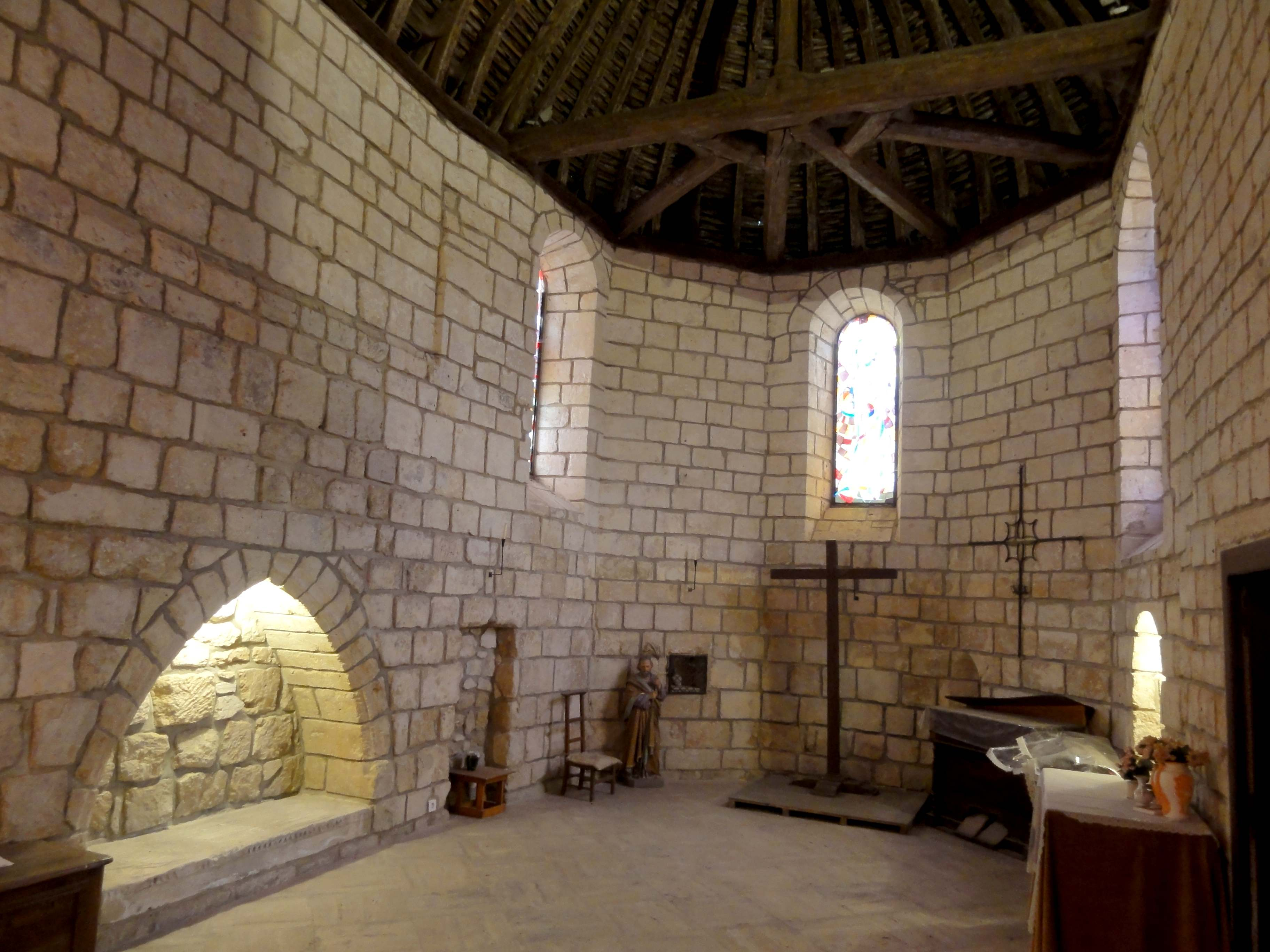
Vue vers le nord-est.
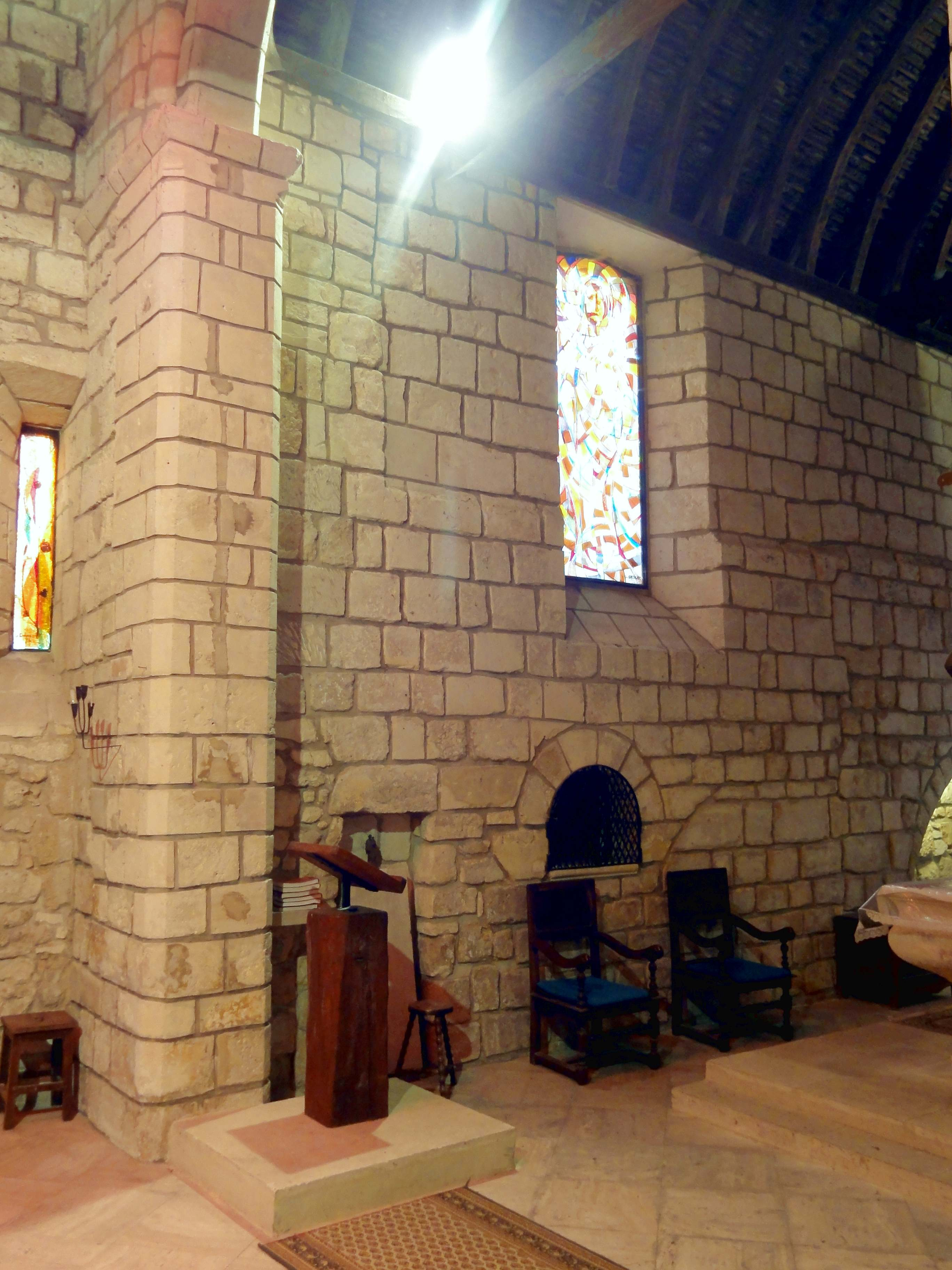
Partie antérieure, nord.
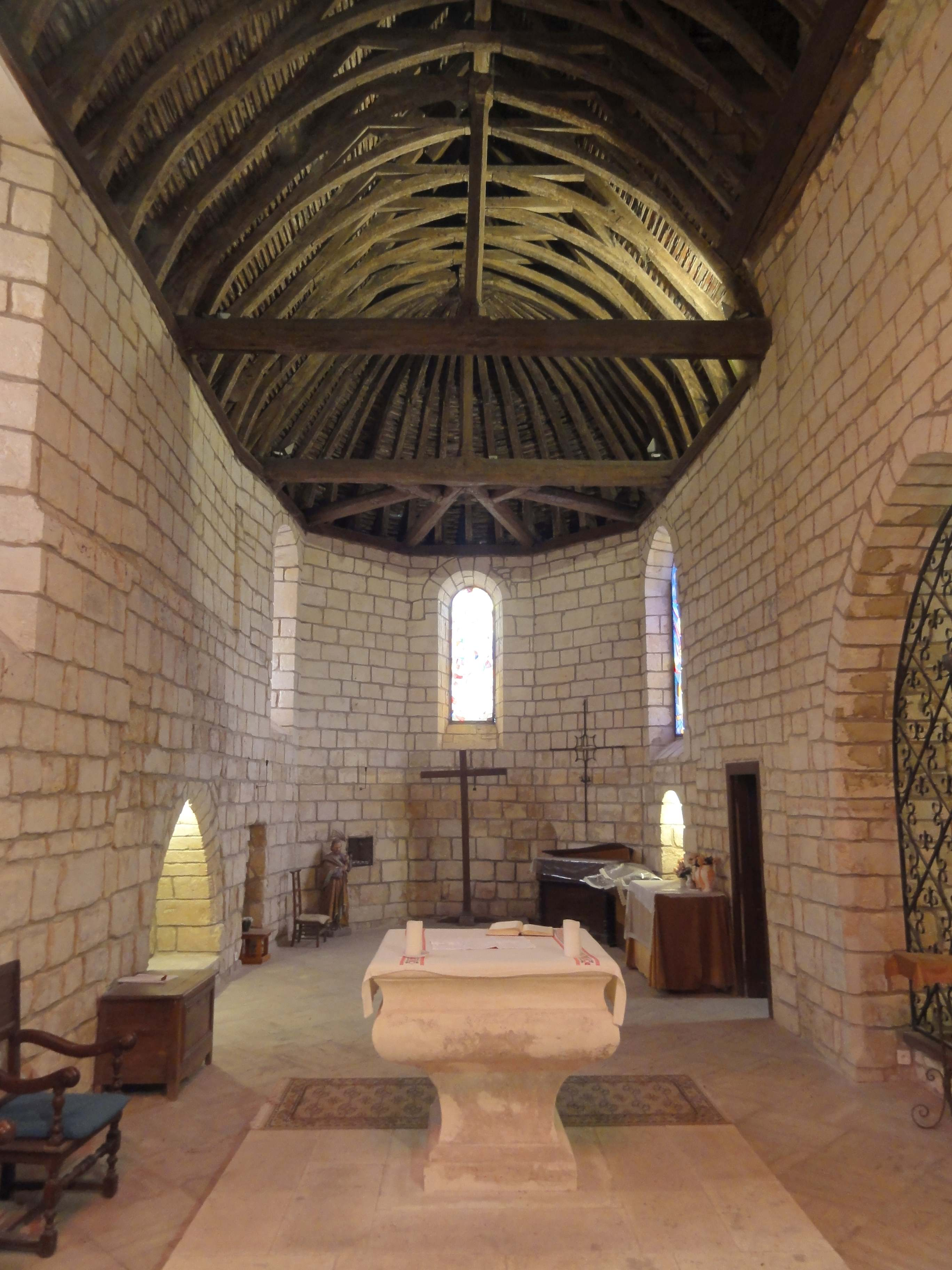
Vue vers l'est.
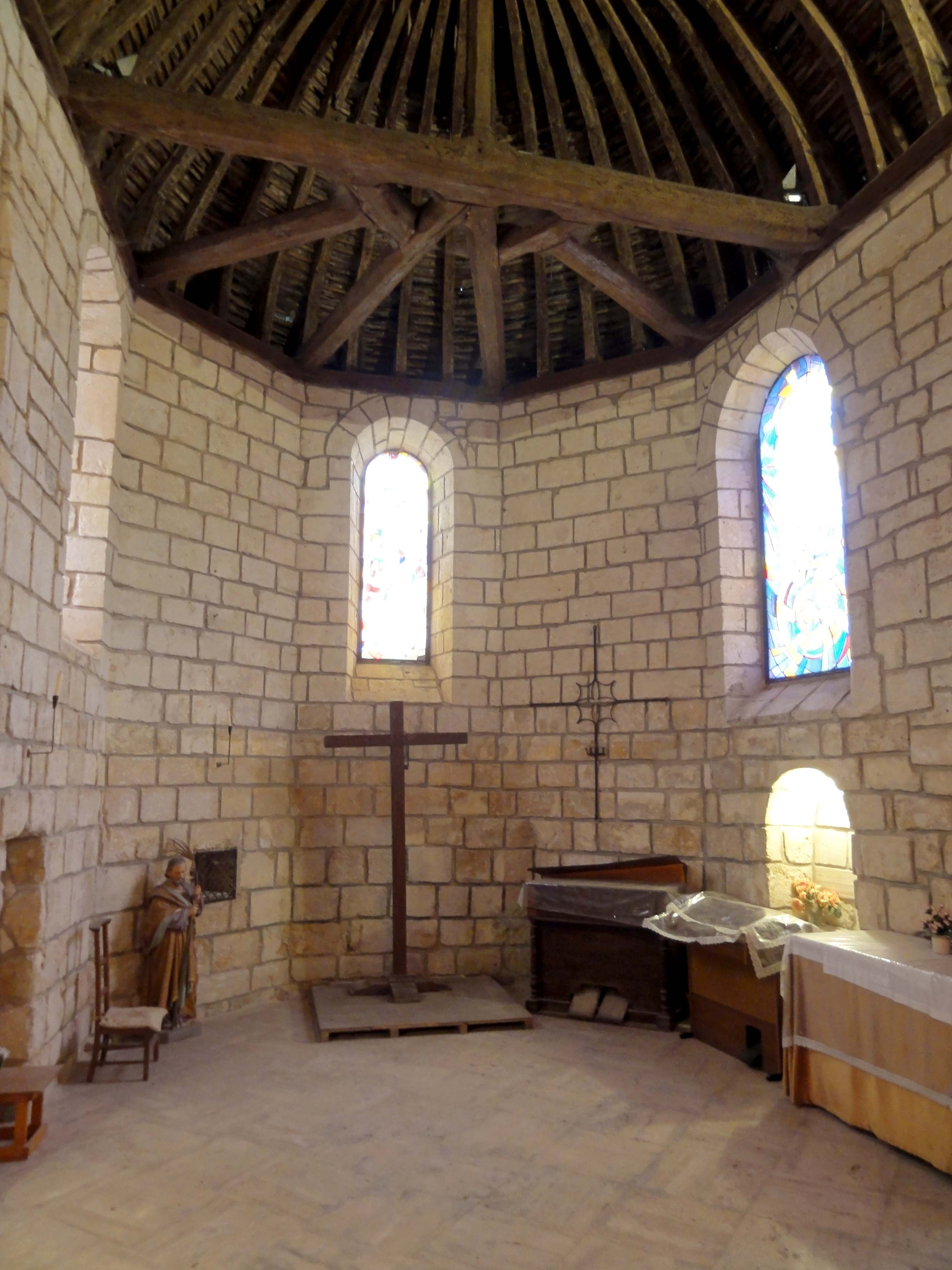
Vue vers le sud-est.
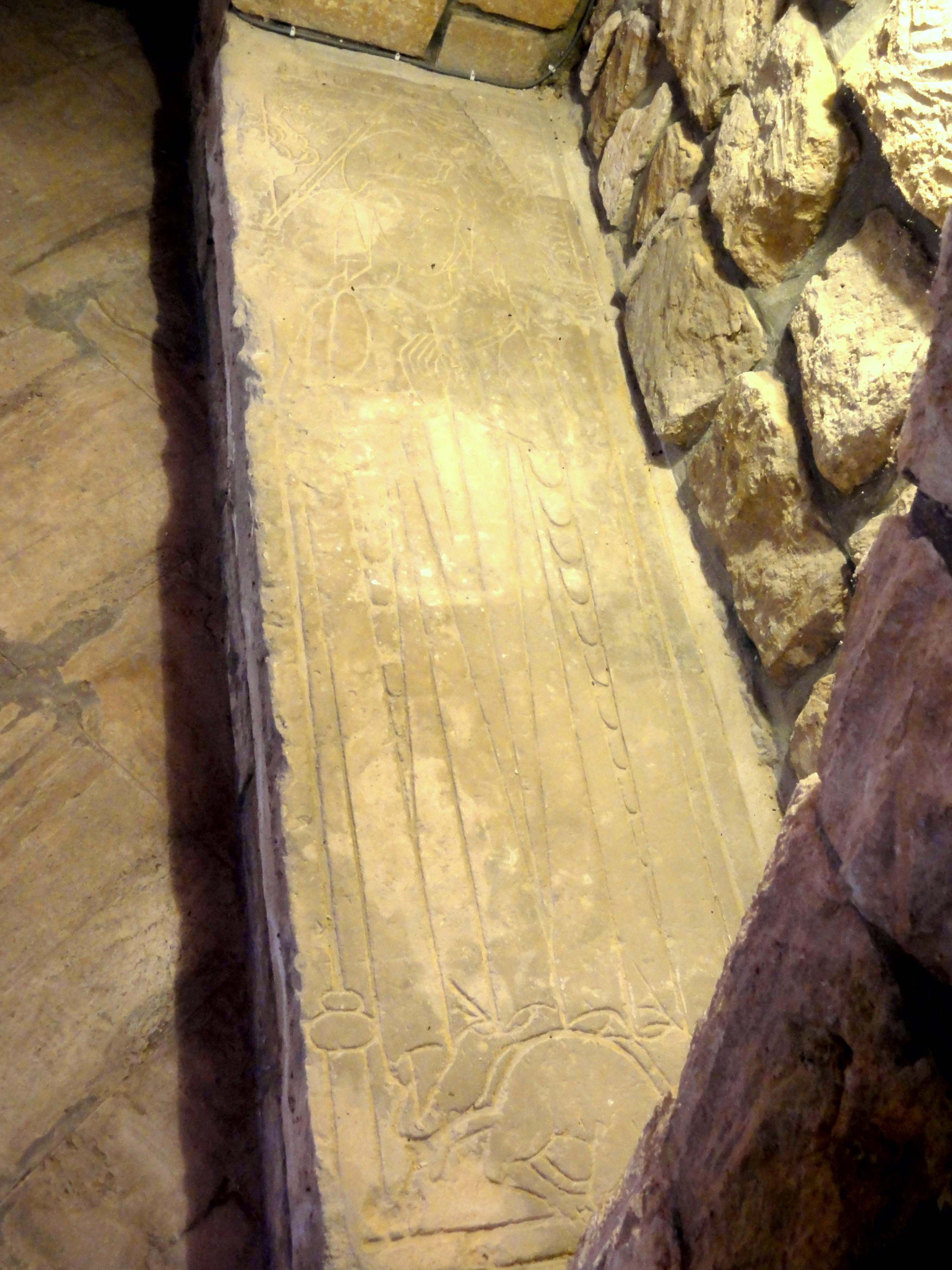
Dalle funéraire.
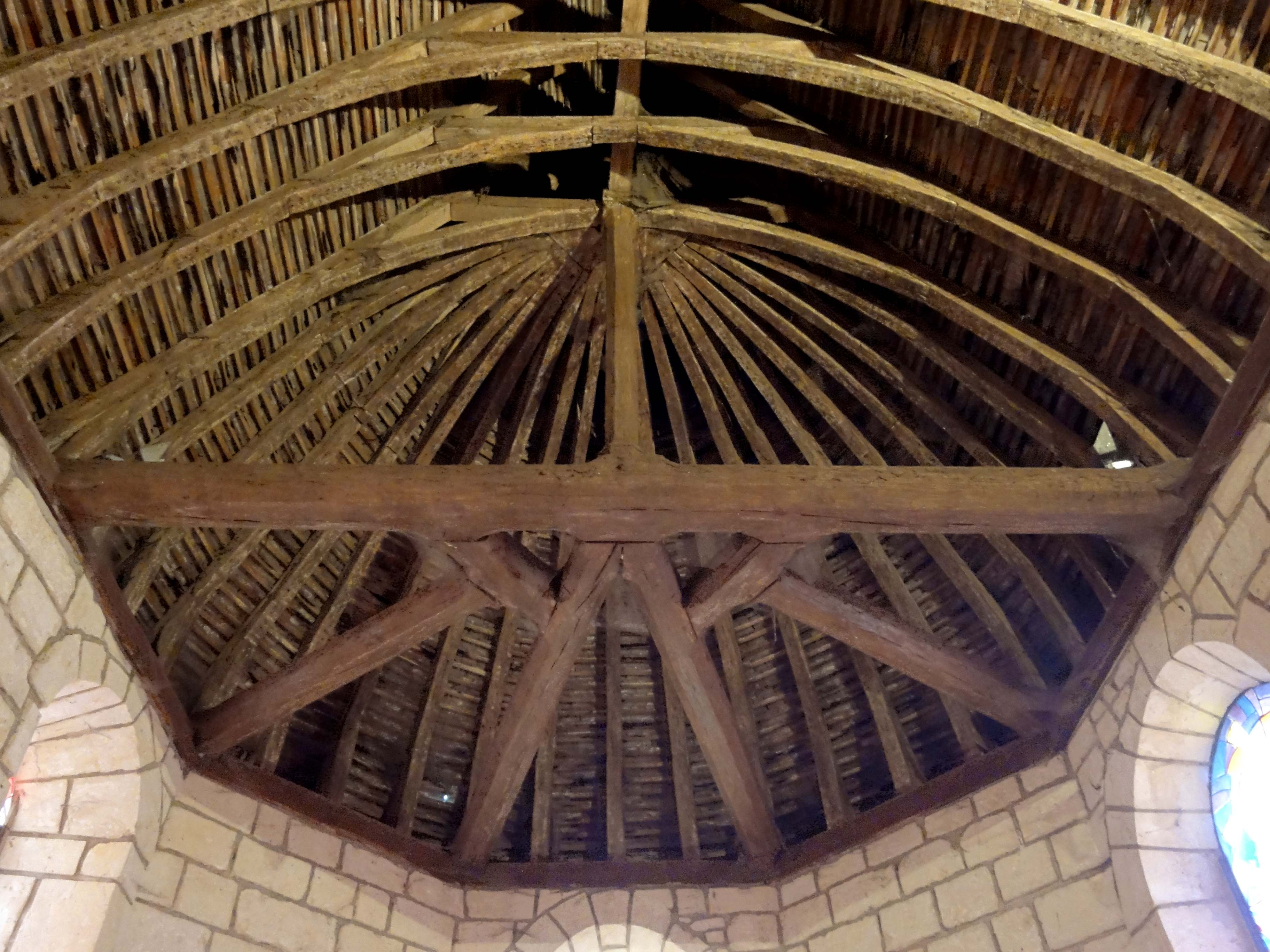
Charpente de l'abside.

### Extérieur

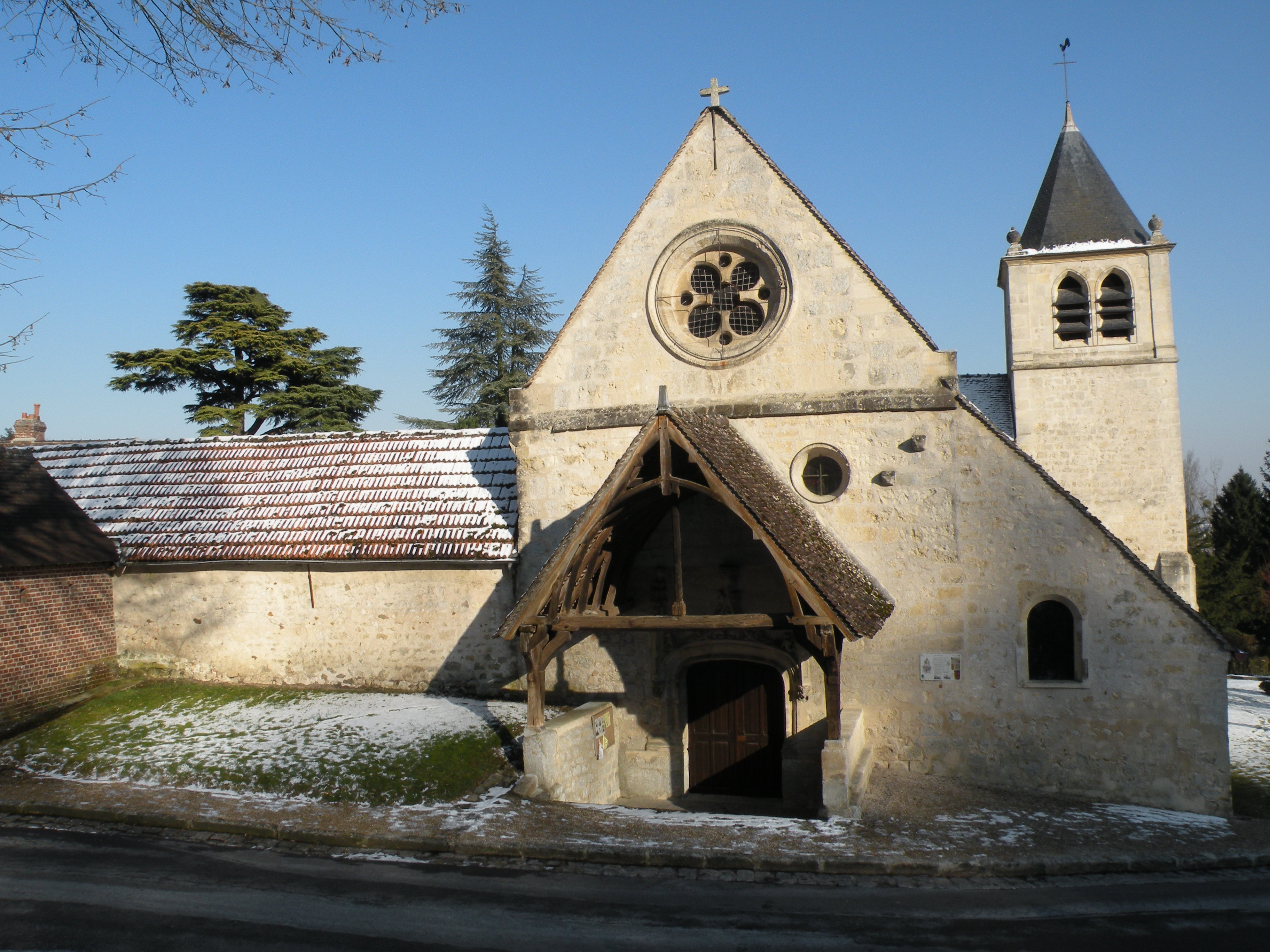
Vue depuis l'ouest.

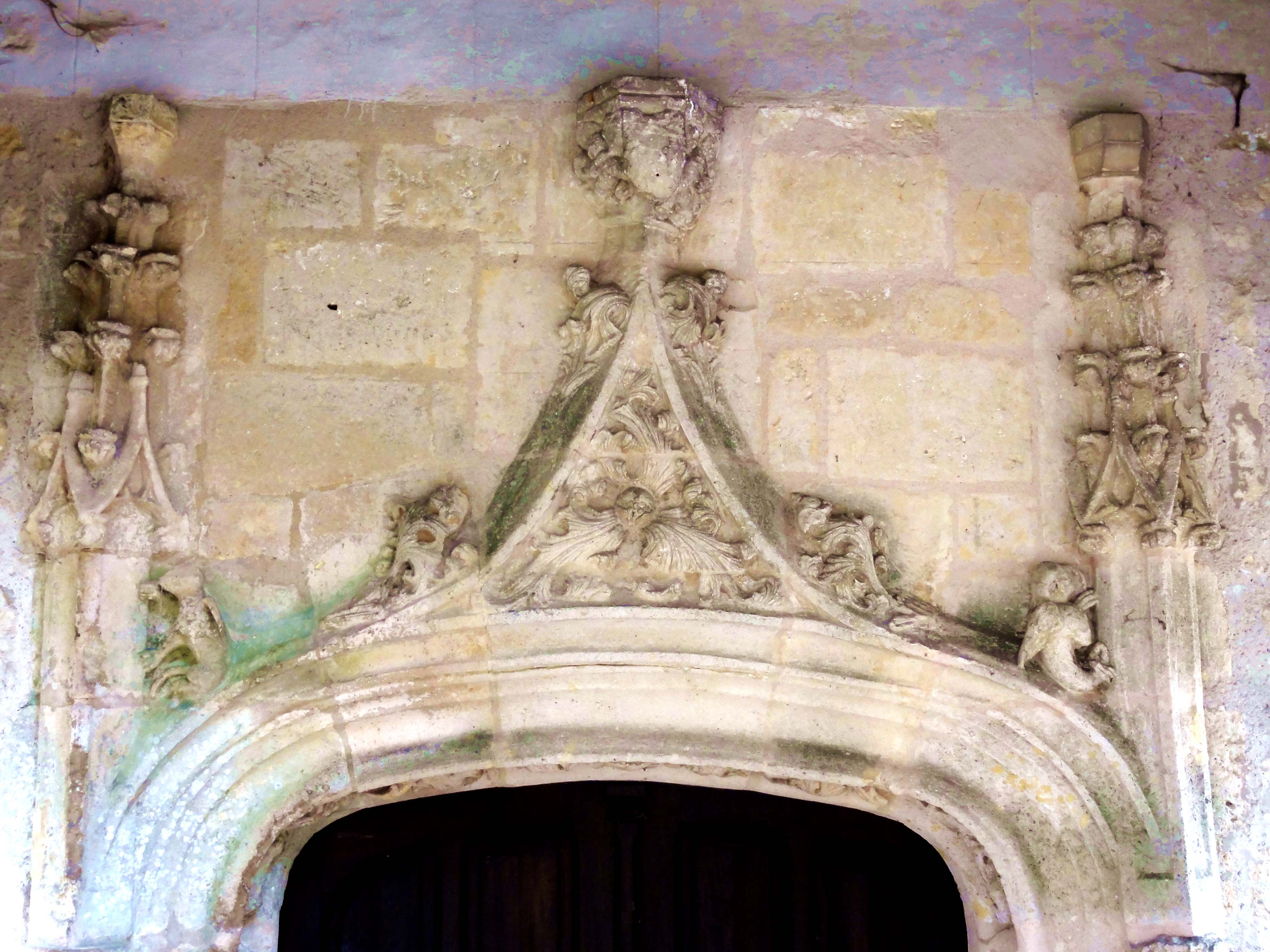
Archivolte du portail.

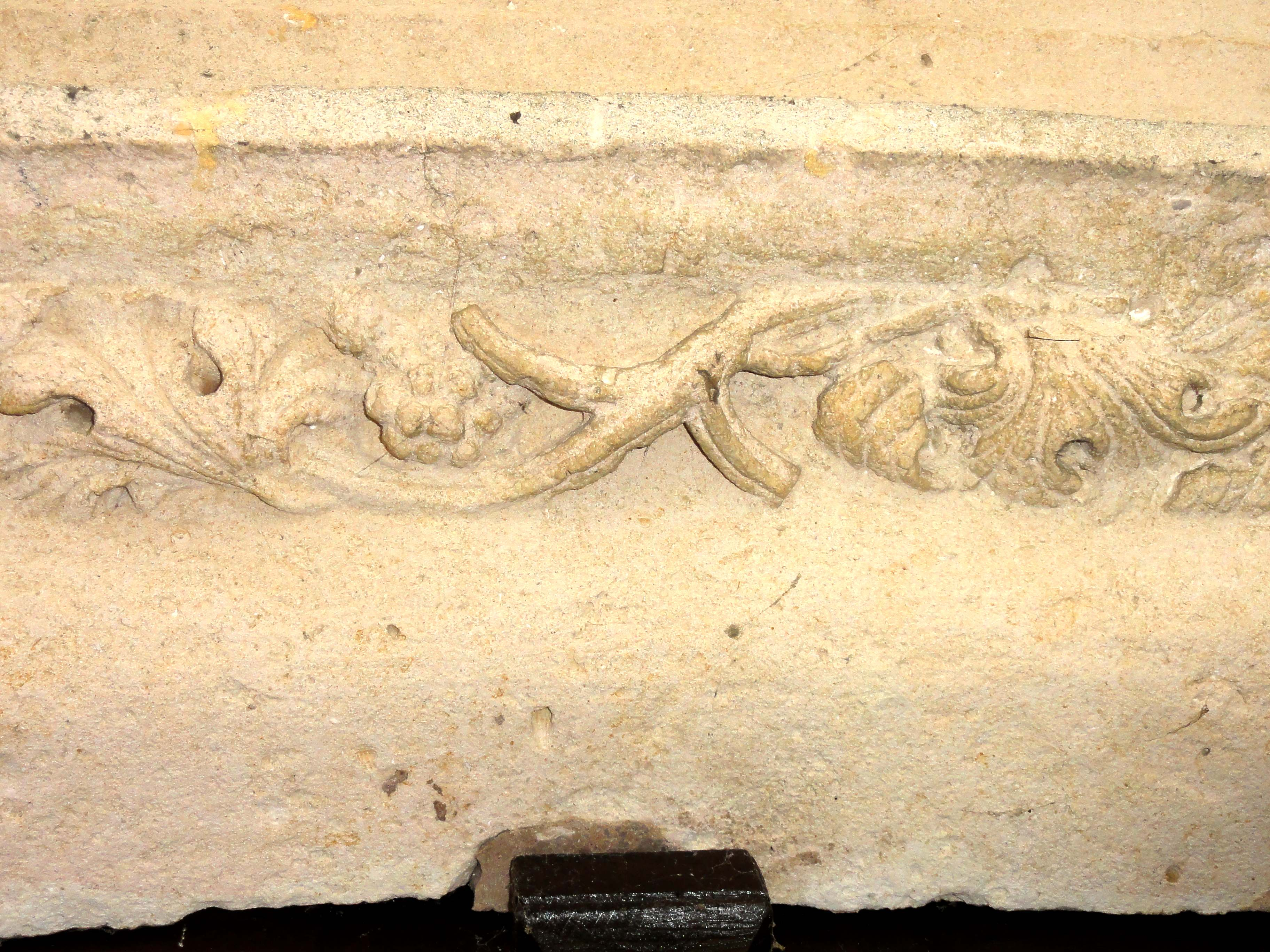
Frise de pampres dans l'intrados.

À l'extérieur, seule la façade occidentale avec son porche et le clocher méritent considération. Les autres parties sont dénuées de caractère. Sur le bas-côté, l'on note seulement le fort ébrasement extérieur des petites fenêtres en plein cintre, et sur l'abside, le nombre restreint de trois contreforts, implantés au nord et de part et d'autre du pan axial du chevet. La nef est pour un tiers enterrée : depuis le trottoir, plusieurs marches d'escalier descendent dans le porche, qui s'ajoutent aux marches qui descendent dans la nef une fois franchie la porte. La façade en tient une silhouette trapue, qui ne correspond pas tout à fait au caractère de l'espace intérieur, relativement élancé. Aucun contrefort n'épaule le mur. En haut à gauche et à droite, les deux petits oculi sont seulement entourés d'un ébrasement. À la naissance du pignon, le mur se retraite par un larmier. Le pignon est ajouré de l'intéressante rosace de style gothique primitif qui a déjà été mentionnée. Elle est entourée d'un ébrasement, ainsi que d'un tore. Le porche du XVIe siècle avec sa charpente en carène renversée est l'élément déterminant de la façade. Il intègre, à gauche et à droite, deux murs de soutènement sur lesquels reposent les deux poteaux qui supportent la construction. Ses mérites sont vantés par les frères Magne : « Le porche d'une petite église comme celle de Ronquerolles (Seine-et-Oise), ouvrage du XVe siècle [sic], est un chef-d'œuvre de goût, par la seule proportion des poteaux, des potences et des lignes courbes qui forment le dispositif de structure nécessaire à supporter le comble ». Depuis son classement, de nombreux éléments de la charpente ont été remplacés, et son authenticité est aujourd'hui toute relative.
Un peu caché sous le porche, le portail flamboyant est peu remarqué, et Bernard Duhamel se borne à signaler son existence, bien qu'il soit lui aussi classé aux monuments historiques. C'est un portail tout modeste, avec un schéma de décor souvent appliqué aux portes des clochers ou petits portails latéraux. L'archivolte, en anse de panier, comporte deux voussures délimitées par des listels saillants. L'une descend le long des piédroits, puis dévie latéralement deux assises avant d'atteindre le sol. L'autre bute sur des culs-de-lampe aux tailloirs polygonaux. Leurs corbeilles sont sculptées d'animaux fantastiques. À l'aplomb des culs-de-lampe, deux pinacles plaqués garnis de crochets montent les murs. Un chien et un angelot sont logés dans les angles entre les pinacles et l'extrados de l'archivolte. Au centre, celle-ci est surmontée d'une accolade, dont chaque rampant est garni de deux feuilles de chou frisées, et dont le tympan accueille trois autres feuilles disposées concentriquement autour d'un bourgeon. L'accolade est sommée d'une console feuillagée, qui arbore en face un écusson qui a perdu ses armoiries, et qui devait être destinée à une statuette de saint Georges, patron de l'église, ou de la Vierge à l'Enfant. Même l'intrados du portail est sculpté, ce que l'on ne voit pas en le regardant de face. Une délicate frise de pampres y est déployée. Au début et à la fin, le sculpteur a placé une fois de plus des animaux fantastiques.
Le clocher est flanqué, jusqu'à mi-hauteur de sa base seulement, de deux contreforts plats orthogonaux par angle, qui se retraitent trois fois grâce à un fruit marqué par un larmier peu prononcé. Au sud, le mur est percé de deux baies en plein cintre superposées, qui sont relativement grandes, et entourées d'un ébrasement. Comme l'indique aussi la charpente, qui fait communiquer la base du clocher avec le vaisseau central par une bâtière interposée, ces baies étaient effectivement destinées à éclairer l'église, ce qui est plutôt surprenant étant donné la position du clocher hors-œuvre. À l'est, une petite porte en arc brisé donne accès à l'église. Elle n'est pas surmontée d'une fenêtre. Aucune ouverture n'est visible à l'ouest, où une fenêtre en arc brisé est toutefois visible depuis l'intérieur : elle ne donne plus que sur le bas-côté. L'étage intermédiaire est donc entièrement aveugle. Il n'y a aucune scansion horizontale jusqu'au tore qui court autour au début de l'étage de beffroi. La moitié supérieure de la tour est bâtie en moellons noyés dans un mortier. L'étage de beffroi est ajouré, sur chacune de ses faces, de deux baies géminées en arc brisé, dont certaines affectent un tracé très irrégulier. L'emploi de l'arc brisé en plein XVIIIe siècle serait tout à fait exceptionnel : peut-être s'est-on contenté de revoir le décor à cette époque. Il est constitué de pilastres lisses qui cantonnent chacune des quatre faces de l'étage de beffroi, et d'une corniche mouluré de multiples ressauts. La courte flèche octogonale en charpente, recouverte d'ardoise, est entourée de quatre boules, qui ont permis de simplifier la charpente en omettant les plans inclinés qui auraient normalement été requis pour assurer la transition entre le plan carré de la tour et le plan octogonal de la flèche.

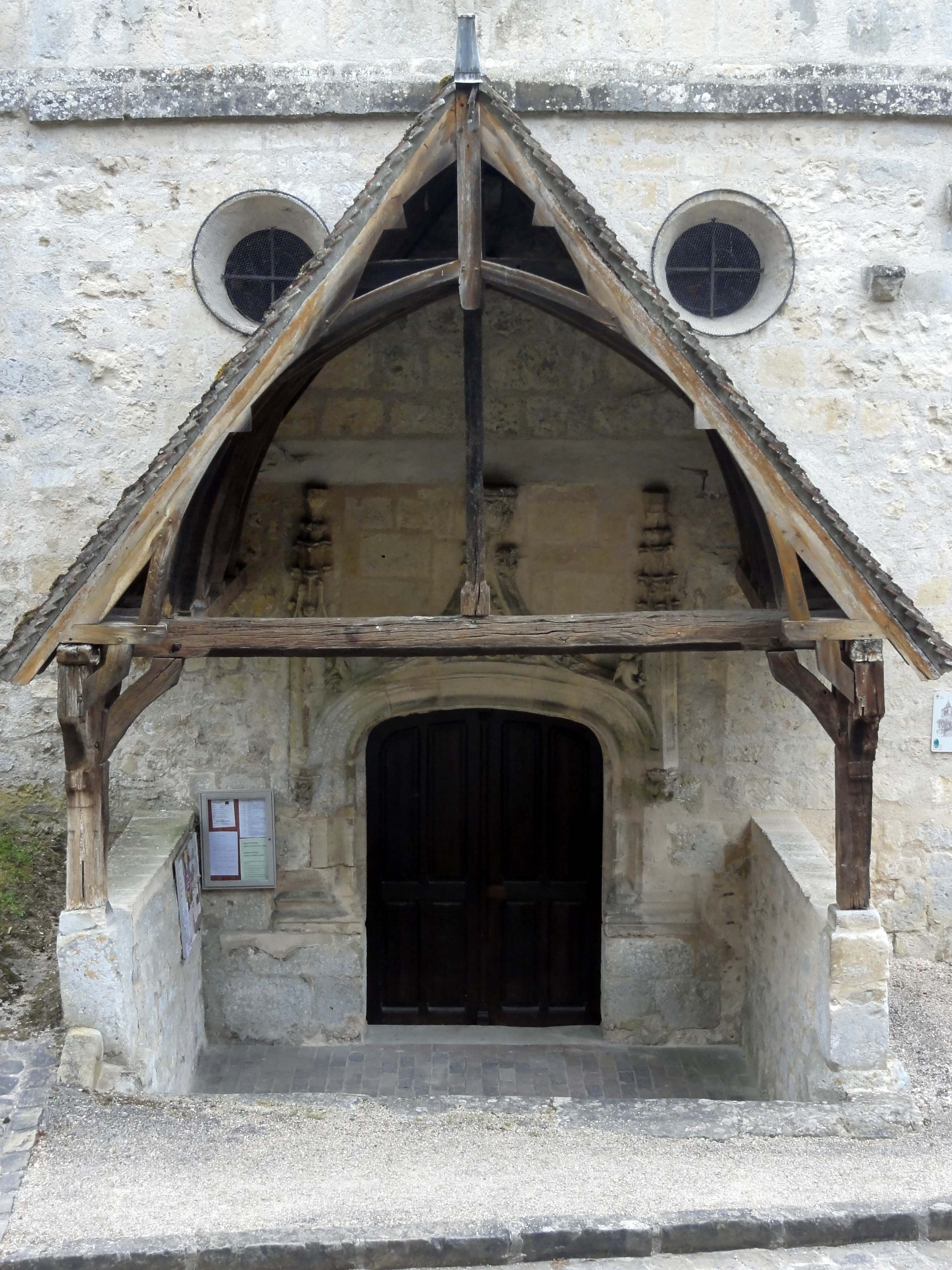
Porche et portail.
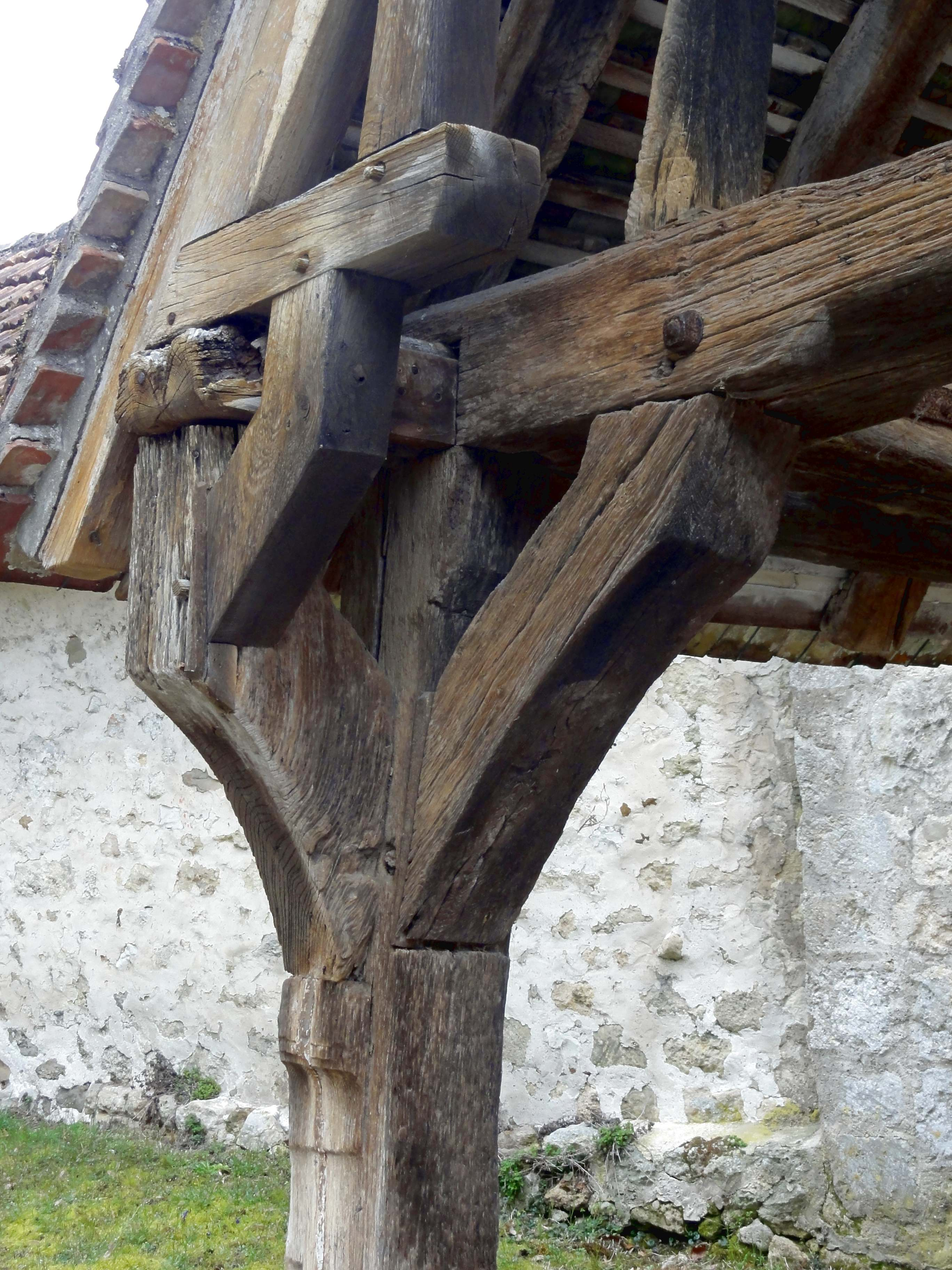
Charpente du porche.
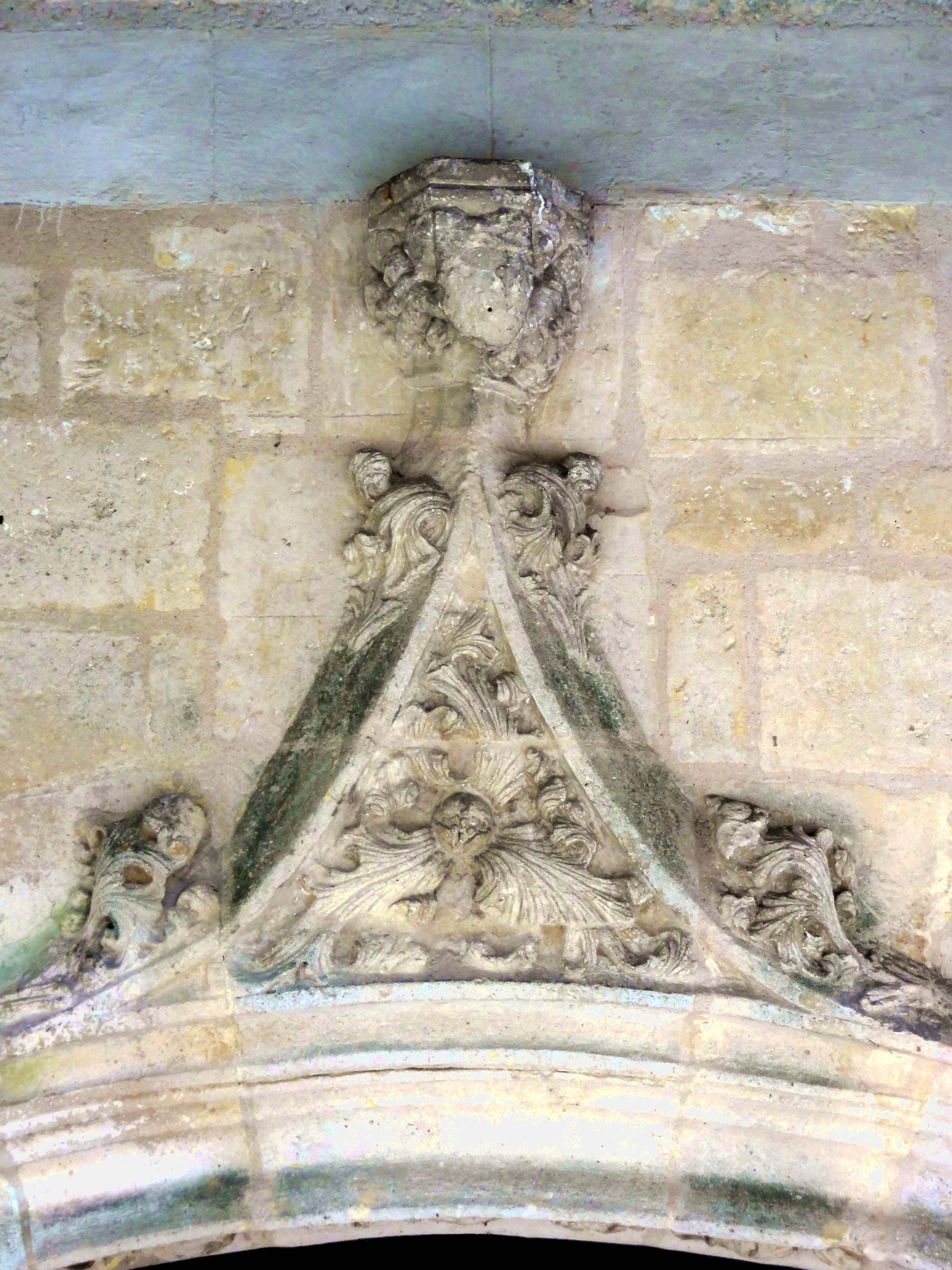
Accolade du portail.
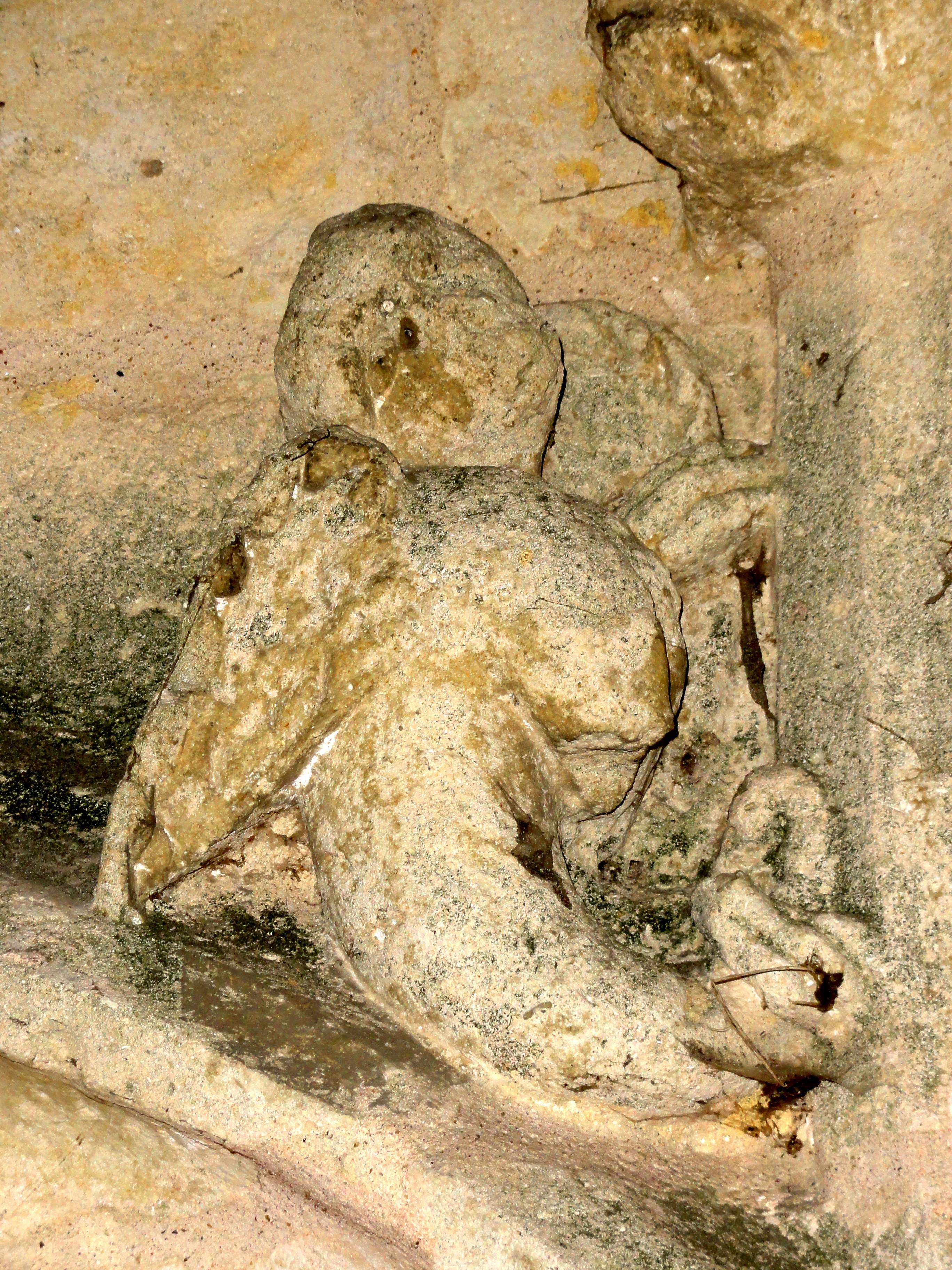
Angelot sur l'extrados.
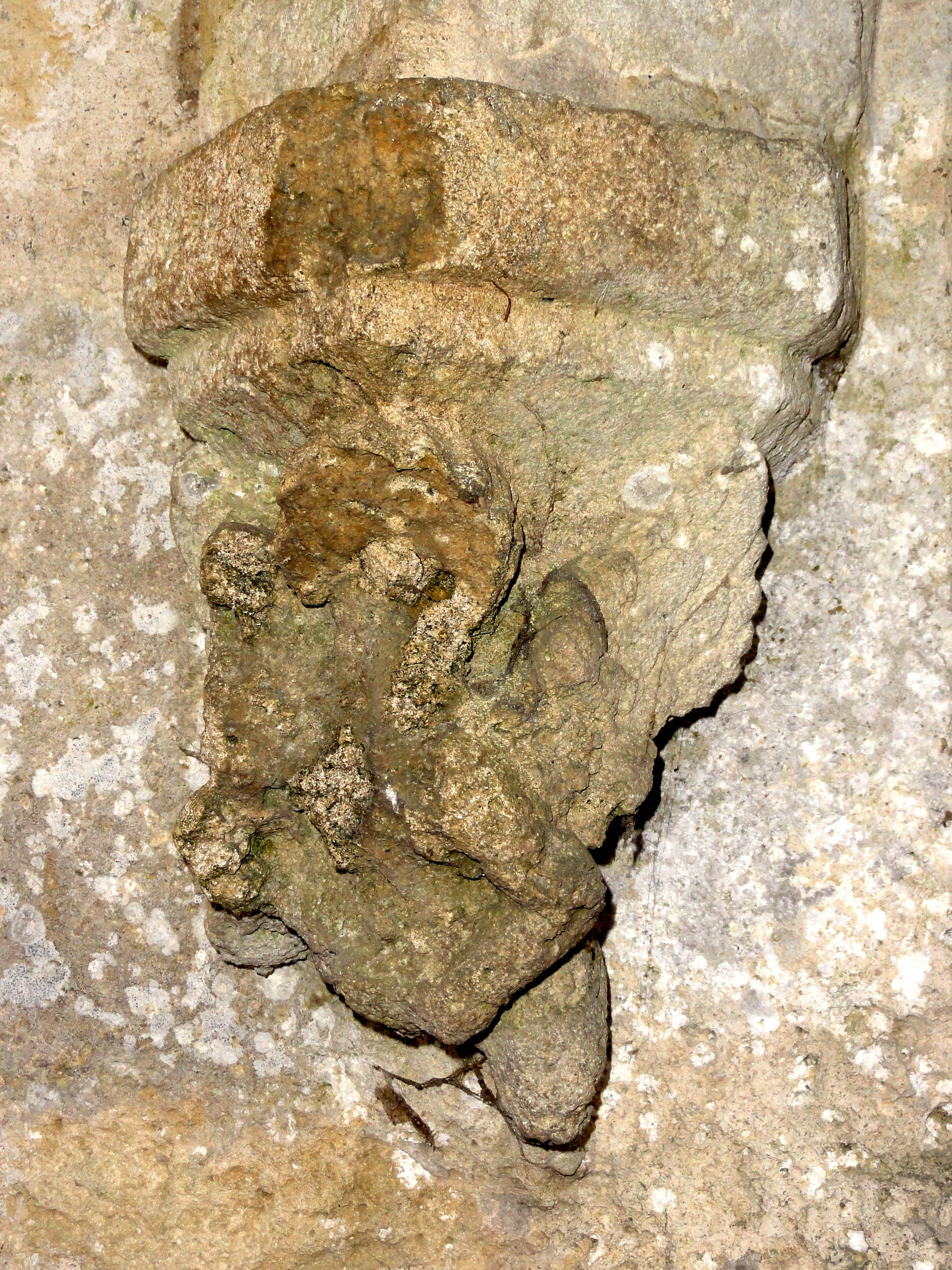
Cul-de-lampe.
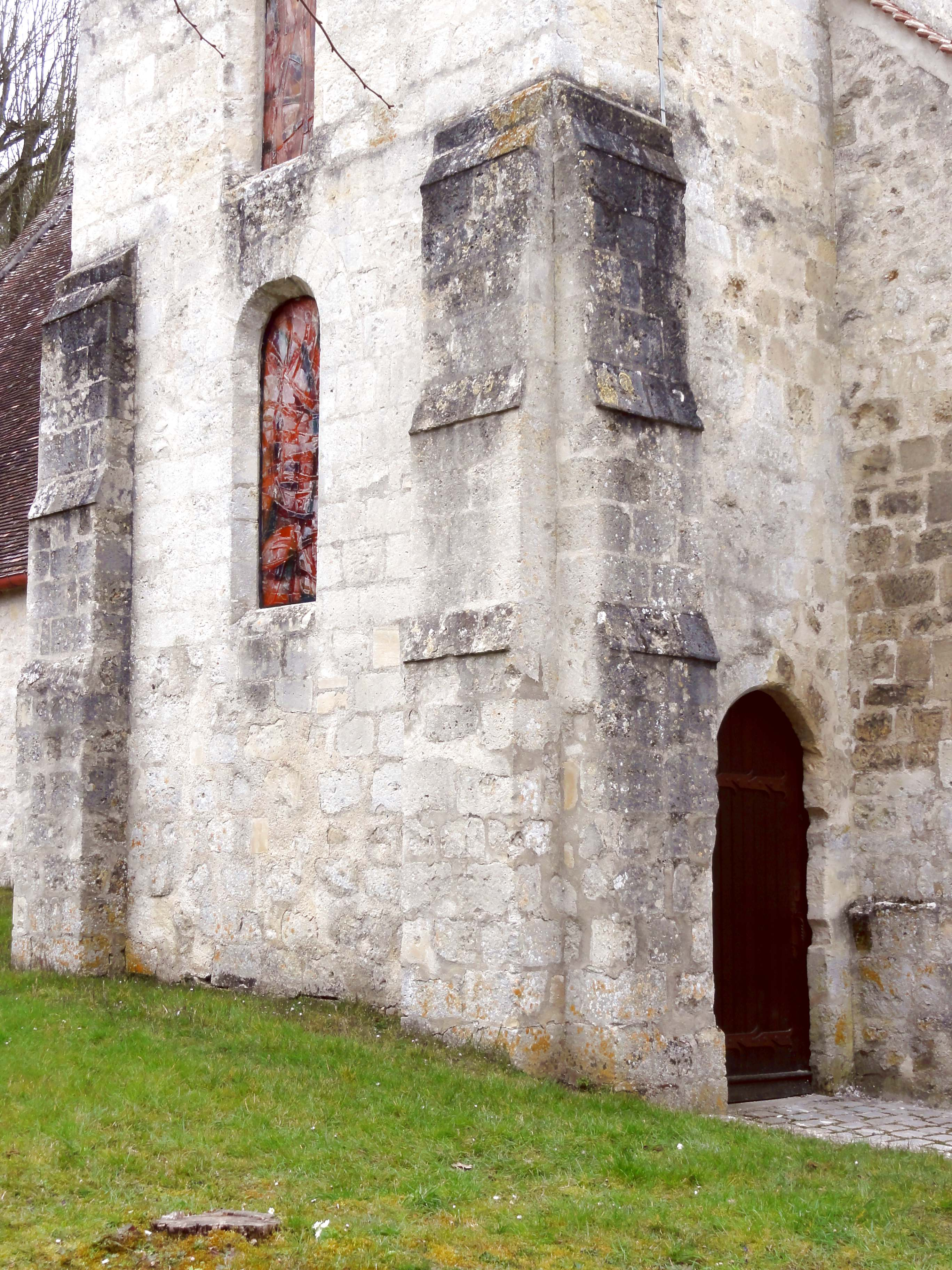
Base du clocher.

## Mobilier
Parmi le mobilier de l'église, aucun élément n'est classé monument historique au titre objet. Le mobilier de l'église est peu fourni, et a été épuré lors de la restauration du début des années 1970. Quelques statues sulpiciennes, privées de leurs consoles ou autels latéraux, sont encore dispersées à divers endroits, dont au sol de la base du clocher. Selon Amiot et al., « lors de cette restauration l'autel et les fonts baptismaux sont évacués. Récupérés vingt-sept années plus tard, ils sont restaurés et remis en place par l'association Histoire et Patrimoine. L'évêque de Beauvais les consacre le 12 décembre 1998 ». L'on peut s'interroger s'il ne s'agit pas plutôt de l'évêque de Pontoise. Les deux objets sont taillés dans des blocs de pierre monolithes de forme cubique. Le sculpteur leur a donné une forme galbée assez élégante, avec quelques éléments de modénature, mais sans aucun décor sculpté. Les fonts baptismaux sont de plan carré à angles abattus. Parmi le reste du mobilier, l'on peut notamment signaler une bannière de procession brodée, représentant saint Georges terrassant le dragon ; une toile du même motif, copie d'après le Saint Georges de Raphaël ; une statue en pierre de la Vierge à l'Enfant ; et la dalle funéraire à effigie gravée d'une femme, peut-être une religieuse, dont la tête est flanquée de deux anges soufflant dans des trompettes. Cette dalle, qui faisait anciennement partie du dallage du sol du chœur, a été déplacée dans l'enfeu lors de la restauration. D'après Amiot et al., elle appartiendrait à un ancien curé de la paroisse, dont les auteurs ne révèlent pas l'identité, mais l'effigie est clairement celle d'une femme.

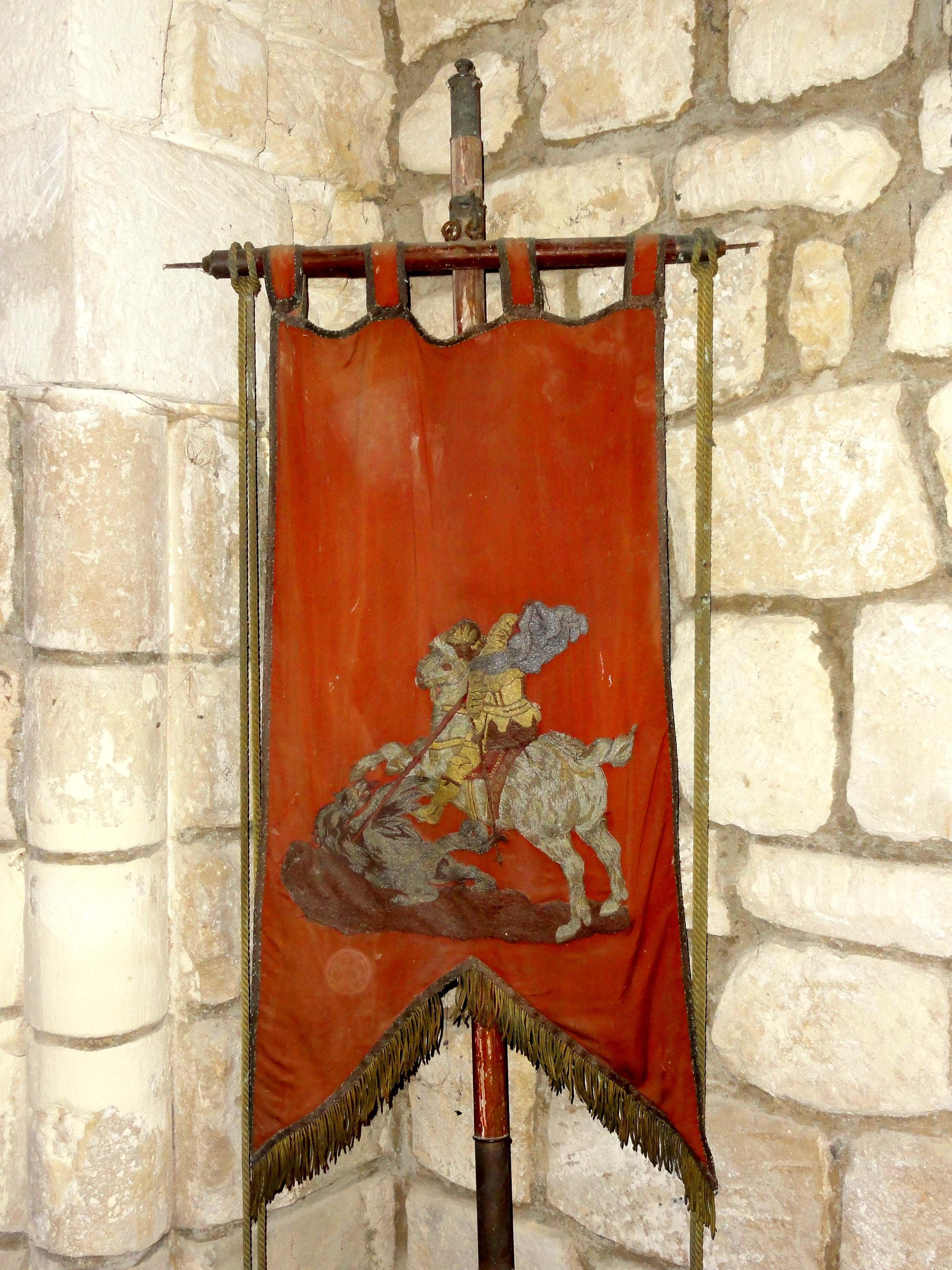
Bannière de procession.
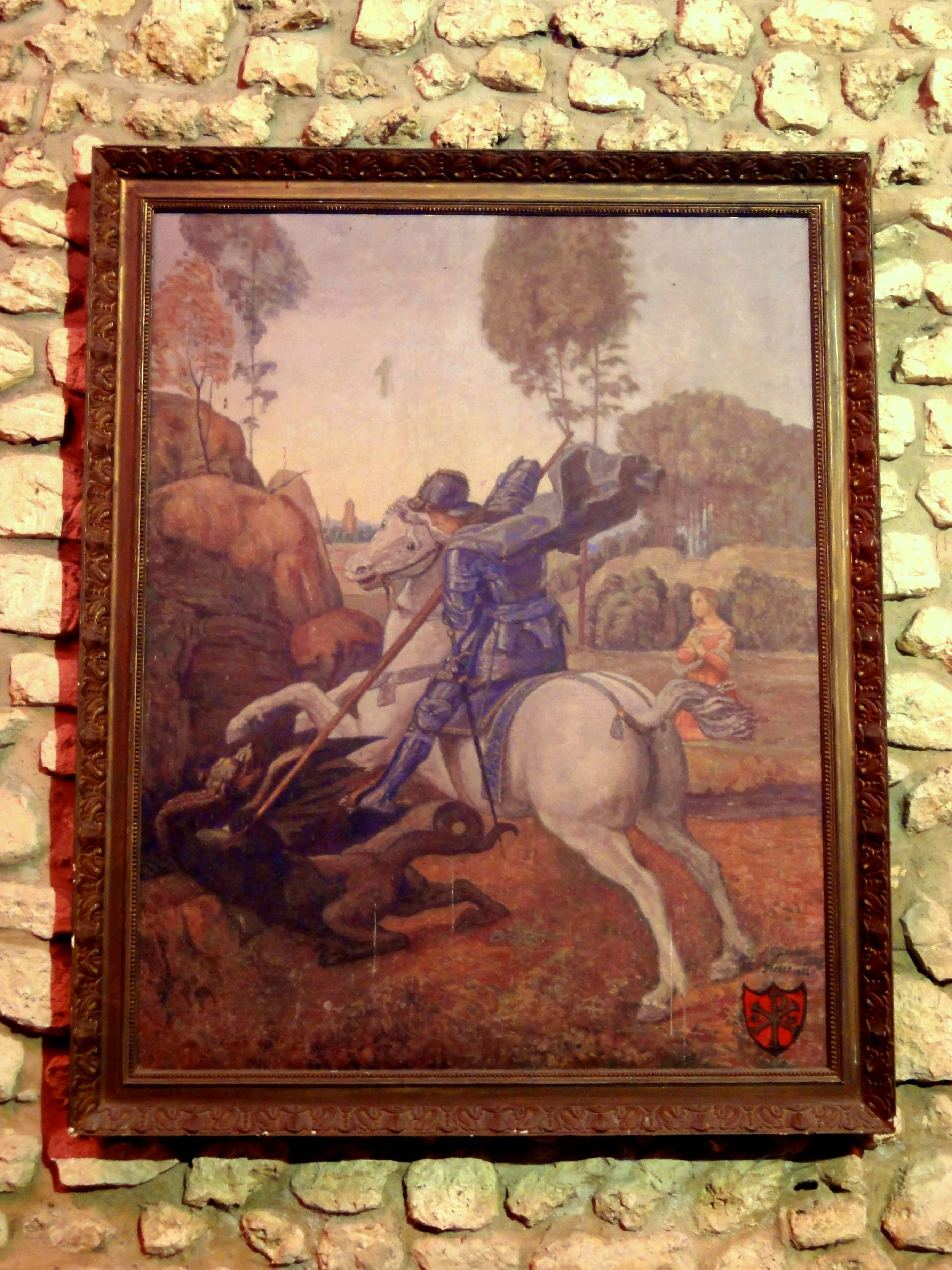
Tableau - saint Georges.
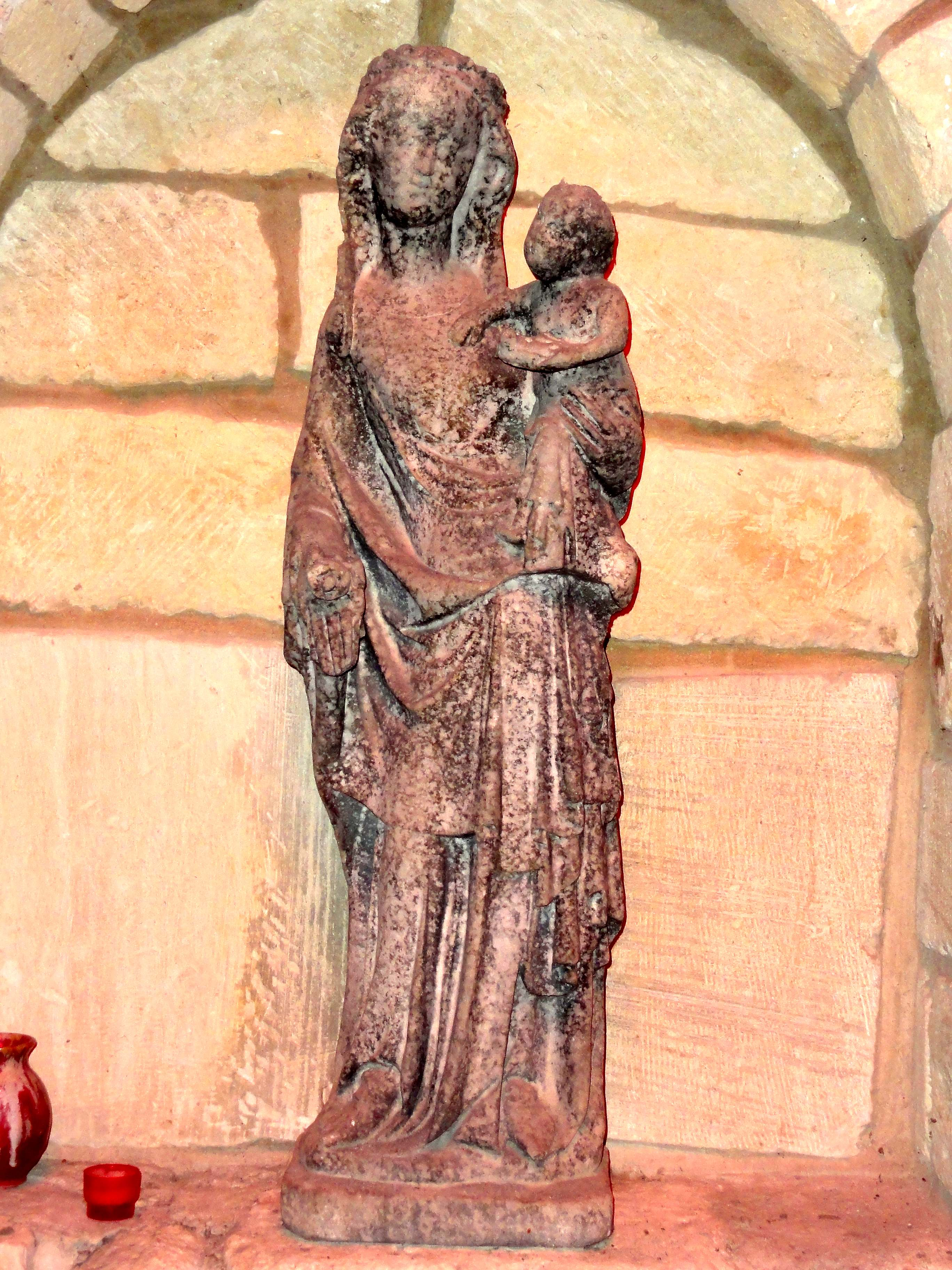
Vierge à l'Enfant.
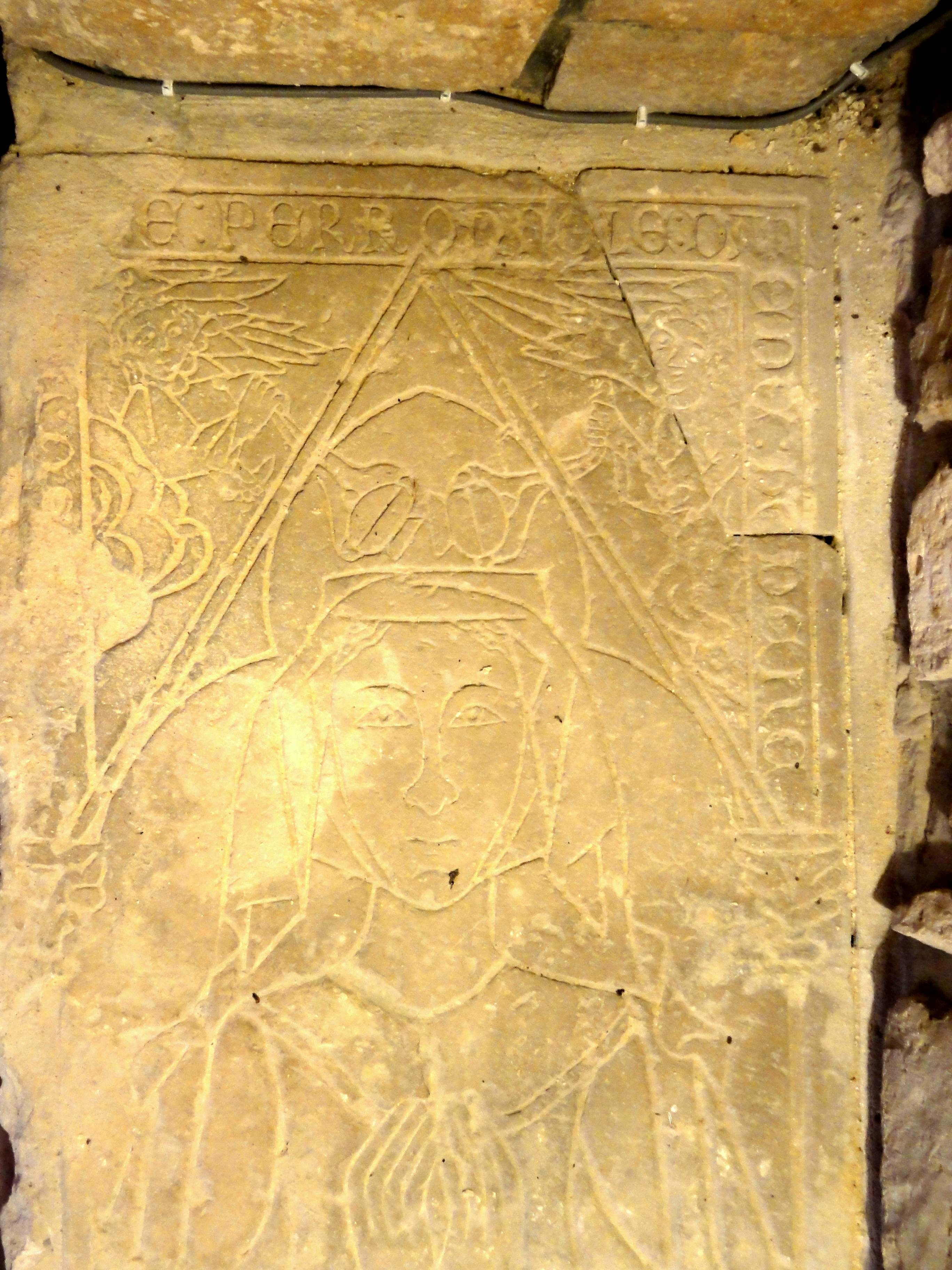
Dalle funéraire d'une femme.